# Romantikus építészet Magyarországon
Ez a szócikk a Habsburg Birodalom, illetve az Osztrák–Magyar Monarchia részét képező Magyar Királyság építészetéről szól, így olyan földrajzi területeket is érint, amelyek ma már nem Magyarország részei.

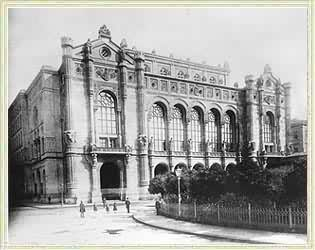
A Pesti Vigadó archív képen

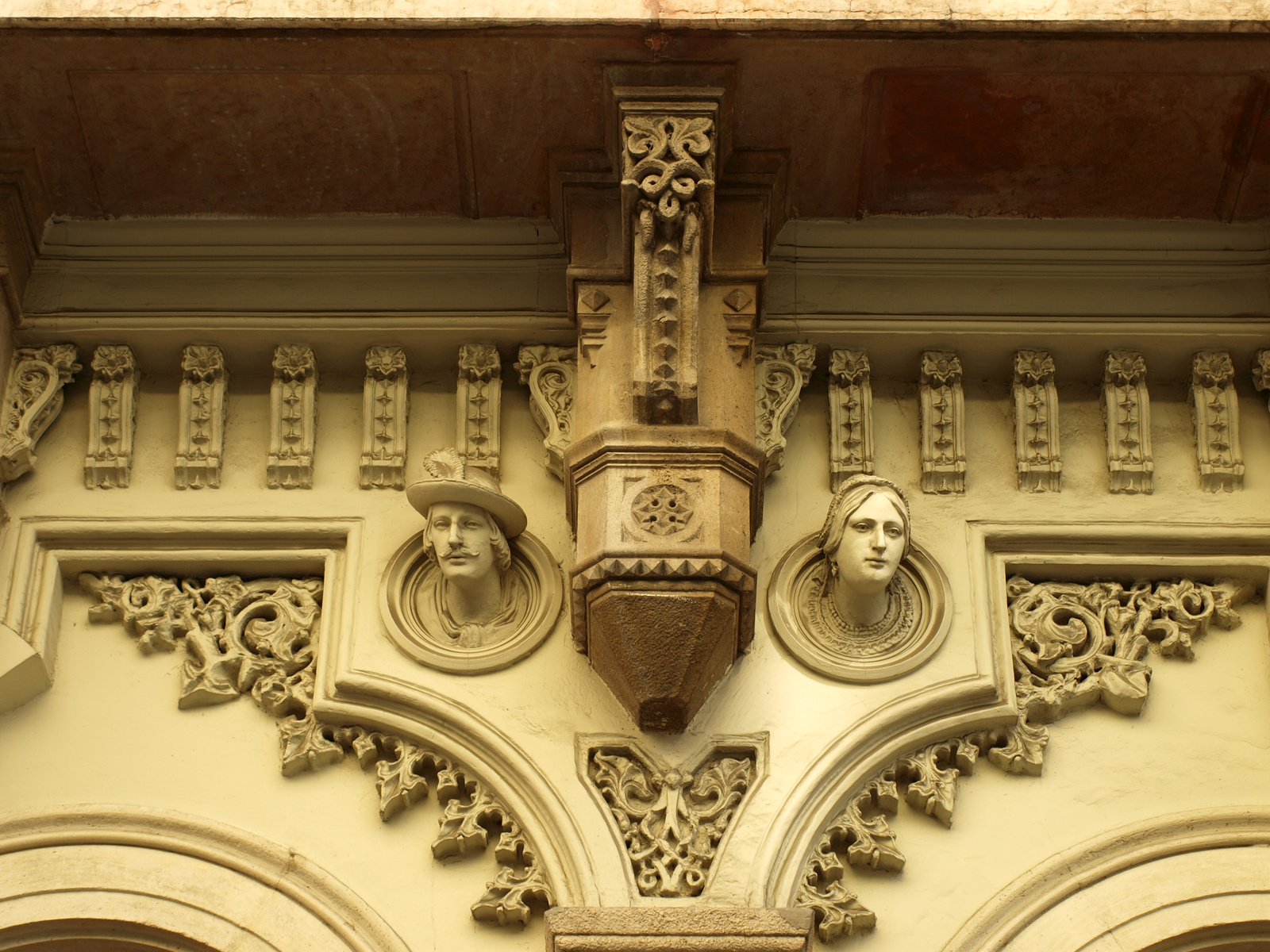
A pesti Oswald-ház homlokzatának részlete

A romantika a magyar építészetben körülbelül 1840 és 1870 között jelen lévő, meghatározó stílusirányzat; kronológiailag átmenetet képez a klasszicista építészet és a historizálás között. Legjelentősebb mesterei Ybl Miklós és Feszl Frigyes; legfontosabb alkotásai a fóti plébániatemplom, a Pesti Vigadó és a Dohány utcai zsinagóga.
A romantikus épületek stílusának meghatározását gyakran megnehezíti, hogy egy házon többféle építészeti stílus elemei megjelennek. Jellemzőek a román, bizánci és iszlám stíluselemek, a korai reneszánszra jellemző félköríves, illetve az iszlámból eredő patkóíves nyílások, erőteljes vakolt kváderek használata. Különösen a kastélyépítészetben meghatározó az angol (neo)gótikus építészet hatása, a mérművek, a csúcsívek, a csúcsíves sisakú vagy lapostetős, bástyaszerű tornyok, a pártázat megjelenése.
A politikai helyzetből fakadóan a korszak építészei között az osztrákok legalább olyan meghatározó szerepet töltöttek be, mint a magyarok.

## A magyarországi romantikus építészet jellemzői
A romantika az építészetben nehezen körülhatárolható stílusfogalom; jellemzői a klasszicizmus idején, egyértelműen klasszicista épületekhez kötődve tűnnek fel először, eklektikus, különféle stílusjegyeket ötvöző jellege pedig a historizálás előfutárává teszi. Magyarországon ezen felül a politikai körülmények, illetve elsősorban Feszl Frigyes munkásságának köszönhetően a romantika nemzeti jelleget is öltött. 

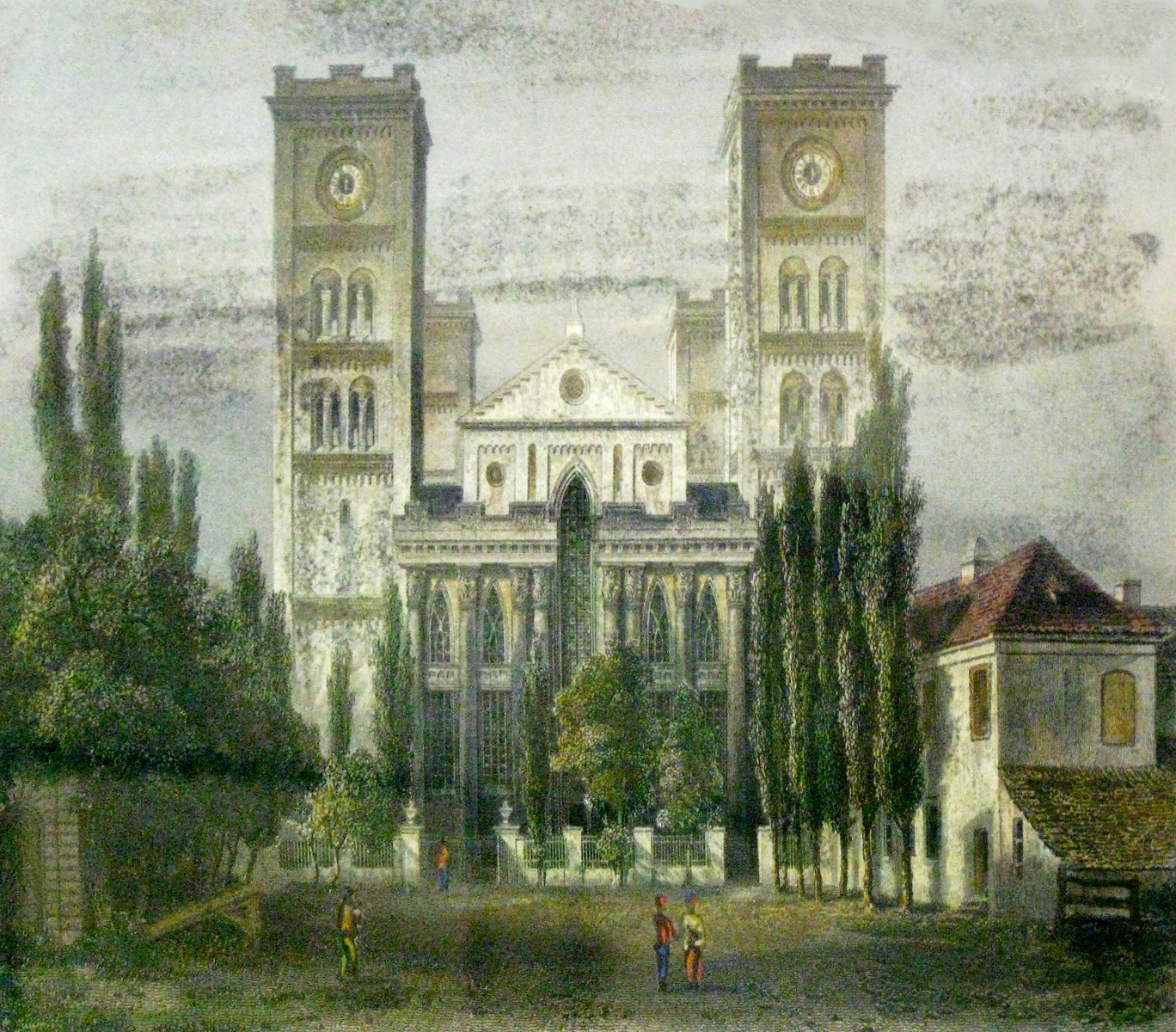
A pécsi székesegyház a Pollack Mihály-féle helyreállítása után

A romantikus építészeti jellemzők közül a legkorábban a gótizálás jelentkezett Magyarországon, már a 18. század közepétől. Jellemző megjelenési helye a kert- és parképítészet volt, de ide számíthatjuk a pécsi székesegyház Pollack Mihály-féle helyreállítását is. Ezt követően a Dél-Németországban kialakult „Rundbogenstil”, azaz „félköríves stílus” is teret hódított – ezeket az épületeket a román, a korai keresztény, a bizánci és az iszlám építészet hatása jellemzi. A romantika harmadik irányvonalában a barokkos-rokokós vonások dominálnak. Komárik Dénes szerint mindhárom irányzatot kubusos, egyszerű geometrikus testeket használó tömegformálás jellemzi.
A fenti irányzatok a klasszicizmus késő időszakával egyidőben már megjelentek a magyarországi építészetben. A 19. század közepére felerősödnek a klasszicizmussal mint „idegen stíllel” (Kossuth Lajos) szembeni hangok, amely a romantikában egyre többen a magyar nemzeti építészet megteremtésének lehetőségét látják. „A művészet csak akkor az, ha jellegzetes viszonyban áll a szerzővel, mint annak nemzetével, a nemzetiség volt mindenkor a művészet leggazdagabb forrása... Ha nagyokká akarunk válni a művészetben, valódi magyarokká kell válnunk, ne utánozzuk szolgailag más nemzetek művészetét” – írta 1841-ben Henszlmann Imre. Ezeket a reményeket végül Feszl Frigyes művészete teljesíti be, aki a Vigadón a magyar népművészetből merített motívumvilágot ötvözi a keleti építészet stílusjegyeivel. (Később, a szecesszió idején Lechner Ödön is hasonló forrásból merít, de teljesen eltérő eredményre jut.) A mór stílusú építészet a nemzeti törekvésektől függetlenül is megjelenik a romantika időszakában, elsősorban zsinagógákon.

## Politikai és történelmi körülmények
Bár az 1848–49-es forradalom és szabadságharc alapvető követelései nem teljesültek, intézkedései mégis utat nyitottak a magyar ipar és kereskedelem kapitalista átalakulása felé. A szigorú fennhatóság alatt működő ország közigazgatását többször átszervezték: Haynau a megyék megszüntetésével 15 kerületet hozott létre, majd a Bach-korszakban újabb átszervezés következett: Erdélyt, Horvátországot, a Határőrvidéket, a Szerb Vajdaságot és a Temesi bánságot leválasztották az országról, a megmaradt területet pedig öt kerületre osztották. A gazdaság gyors ütemű fejlődését segítette az Ausztria és Magyarország közötti vámhatárok eltörlése 1850-ben, a jobbágyfelszabadítás (bár a szabadságharc alatti intézkedésekhez képest kedvezőtlenebb körülményekkel), valamint a polgári állam kialakulását, igaz, egyben a németesítést is támogató közigazgatási intézkedések.
1859-ben Ferenc József felmentette Alexander Bach belügyminisztert, Magyarországon mind tartalmában, mind formájában visszaállították a történeti jellegű közigazgatást. 1860. október 20-án az udvar kiadta az ún. októberi diplomát, amely az országgyűlés visszaállítását helyezte kilátásba. Válaszul az esztergomi értekezlet az 1848. évi V. tc. alapján kérte az országgyűlés összehívását. 1861. február 26-án az uralkodó kiadta az ún. februári pátenst, amely a tartományi gyűlések fölé egy birodalmi gyűlést rendelt. Ezeket az 1861-ben újonnan összeült magyar országgyűlés feliratában nem fogadta el. Ezért Ferenc József ideiglenes, átmeneti állapotot, más néven provizóriumot hirdetett, Anton von Schmerling vezetésével (1861–1865). Deák Ferenc a Pesti Naplóban ezt követően közölte híressé vált Húsvéti cikkét, amelyben kinyilvánította az uralkodó felé a nemesség hajlandóságát a változásra. Erre a császár leváltotta Schmerlinget, és megkezdődtek a tárgyalások a két fél között. Eközben tört ki az porosz–osztrák–olasz háború, amelyben az Osztrák Császárság vereséget szenvedett Poroszországtól, ennek eredménye is a kiegyezés felé hajtotta Ausztria érdekeit. A kiegyezés 1867-ben létrejött, ez egyben az Osztrák–Magyar Monarchia megalakulásának dátuma is.

## A romantikus stílus fontosabb építészei Magyarországon
A magyar romantikus építészet legfontosabb alakja a kutatók egybehangzó véleménye szerint Feszl Frigyes, akinek nemcsak a korszak egyik fő alkotását köszönhetjük, de gazdag életműve nagyobb részét is a stílus hatása alatt alkotta meg. Mellette a romantikus stílusban alkotó építészek két csoportra oszthatóak. Az egyikbe azok sorolhatóak, akik fontos műveket alkottak romantikus stílusban, de munkásságuk nagyobb része a historizálás időszakához kötődik. Közülük a legkiemelkedőbb Ybl Miklós, de feltétlenül említésre érdemes Szkalnitzky Antal és Weber Antal is. A másik csoportba azok a mesterek tartoznak, akik jó színvonalú, de általában egy-egy régióhoz kötődő, összességében kevésbé jelentős munkákat hagytak hátra. Ide sorolható Pollack Mihály fia, Pollack Ágoston; Brein Ferenc, a pesti Pekáry-ház tervezője; a Pichler-házat tervező Wieser Ferenc, a szintén főleg a fővárosban dolgozó Pan József és Máltás Hugó. A vidéki mesterek közül kiemelkedik a javarészt Esztergomban munkálkodó Prokopp János, az erdélyi Kagerbauer Antal, valamint a Sopronban és környékén foglalkoztatott Handler Nándor. A pécsi Hans Petschnig tervei szerint épült a szekszárdi újvárosi templom (1865–68), valamint a mai Toldy Ferenc Gimnázium Budán. A csoportosításból kilóg Hild József, aki alapvetően klasszicista mester, de élete vége felé a romantikával is kapcsolatba került – nem kis részt munkatársa, Prokopp János révén.
Fontos megemlíteni, hogy a korszak számos meghatározó épülete, így például első romantikus kastélyaink többsége osztrák építészekhez kötődik. Johann Julius Romano von Ringe (Erdődy-kastély, Vép), Alois Pichl (Keglevich-kastély, Nagyugróc), Franz Beer (Zichy–Ferraris-kastély, Oroszvár), Ludwig Zettl (Lipótmezei Országos Tébolyda) nevei említhetőek a jelentős megbízásokat kapó külföldi mesterek között.

## Világi építészet

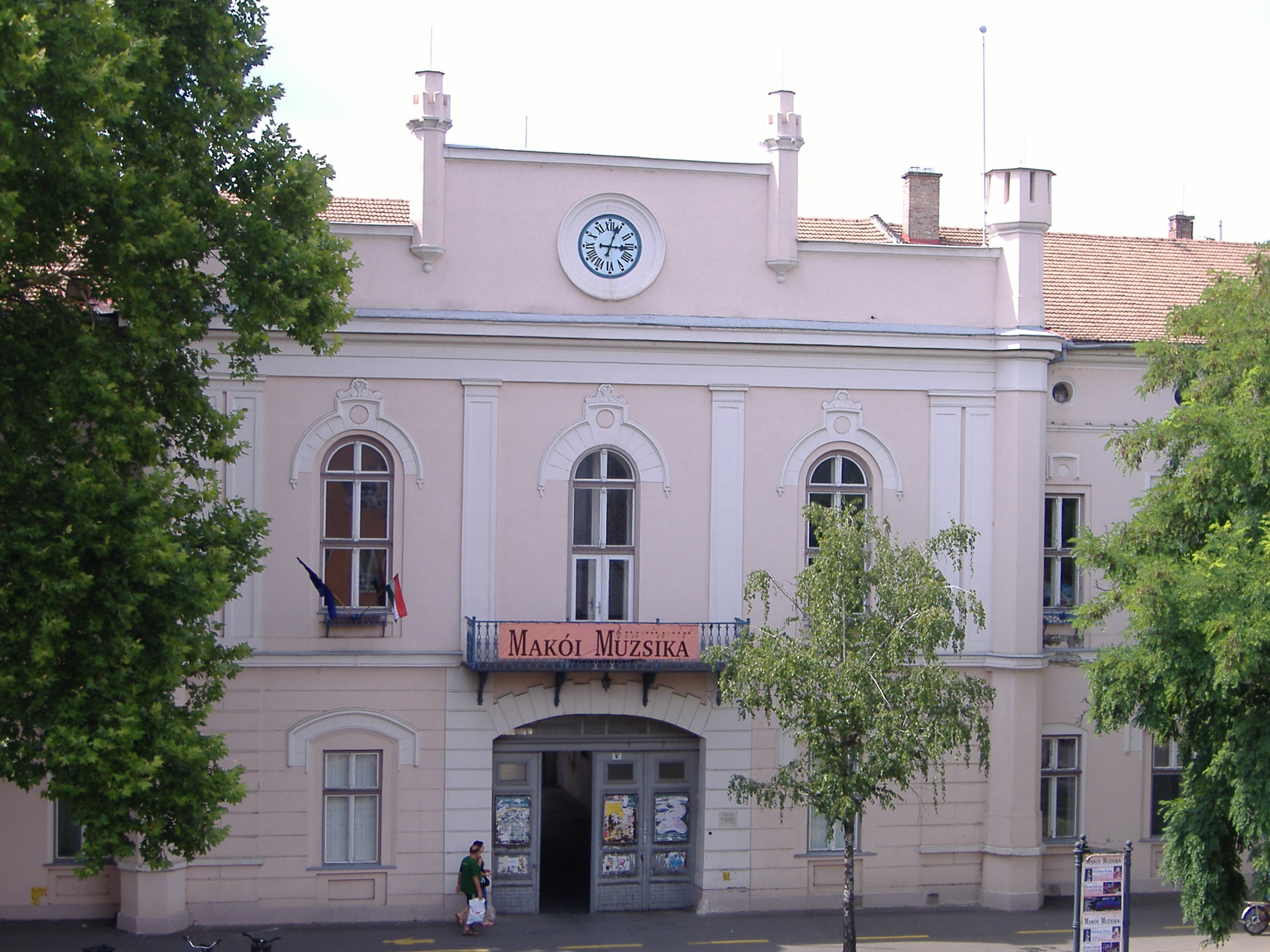
A makói régi Városháza

### Középületek
1844 júniusában nyilvános, titkos, nemzetközi tervpályázatot hirdettek a pesti állandó Országháza épületére. A beérkező pályaművek elbírálására az 1848–49-es események miatt már nem került sor, de ismerjük Feszl Frigyes beadott munkáját, amely a hazai romantikus építészet legkorábbi monumentális jelentkezése, „egyéni ötvözete a félnémet ››Rundbogenstil‹‹-nek és a móros elemeknek”. Már itt, ezeken a terveken feltűnik a korszak legfontosabb középülete, a Pesti Vigadó több formai eleme. Feszl később több középülethez kidolgozott elképzeléseket, például a pesti Német Színház újjáépítéséhez 1847-ben, illetve ő irányította a favázas pesti nyári színház felépítését a Lövölde téren 1860-ban, amelyet azonban hét év múlva elbontottak.
A Bach-korszakban a klasszicizmus és a historizmus korához képest is alapvetően kevés középületet emelnek Magyarországon. Bécsben készülnek a tervek az 1856–60 között épített temesvári kormányszéki palotához, amely a firenzei reneszánsz paloták hatását mutatja. 1859-ben Makón, 1861-ben Gyulán épül városháza, mindkettő a félköríves romantika irányzatához sorolható. Gótizáló ellenben a Gianone Ágoston tervei szerint emelt pécsváradi (1855–57) és a Bücher Vilmos tervezte verseci városháza (1859–60).
Egy osztrák építész, a bécsi Ludwig Zettl tervei alapján készült a barokkos irányzatot képviselő Lipótmezei Országos Tébolyda is 1859–68 között, amely a Parlament elkészültéig a legnagyobb alapterületű középület volt Magyarországon. Az összetett alaprajzú épület négyzetes főtömbjének udvarát a kápolna osztja két részre. A négyszintes főhomlokzatát négytengelyes oldal- és öttengelyes középrizalit tagolja, utóbbit díszes címer koronázza, előtte pedig háromtengelyes kocsibehajtó áll. A homlokzatot szintenként párkányok, vakolatkváder, valamint a gyámíves főpárkány teszi plasztikussá.
A korszak legjelentősebb színházépülete Debrecenben készült el, a később jelentős historizáló építész, Szkalnitzky Antal korai, romantikus főműveként. Az 1861–65 között emelt Csokonai Színház jellegzetes, előrelépcsőző tömegekkel tagolt homlokzatának öttengelyes középrizalitja elé háromtengelyes, erkélyként használt kocsibehajtó lép ki. Gyámíves főpárkányát a középrizalit szélén emelkedő, sokszögű oszlopok tetejére állított szobrok díszítik.
A korszak politikai és nemesi társadalmában központi szerepet töltött be a pesti Nemzeti Lovarda, amely Ybl tervei szerint 1858-ra készült el, a Magyar Nemzeti Múzeum klasszicista palotája mögött. Körülötte hamarosan számos nemesi palota épült fel; magát a Lovardát mára elbontották.
A Magyar Tudományos Akadémia székházára 1861-ben írtak ki nyilvános tervpályázatot. Ezt a neves építész, Friedrich August Stüler neoreneszánsz stílusú terve nyerte meg. Az 1865-re elkészült épület már a historizálás előfutára; kivitelezésén több, később elismert építészünk, így Ybl Miklós és Szklanitzky Antal is dolgozott.

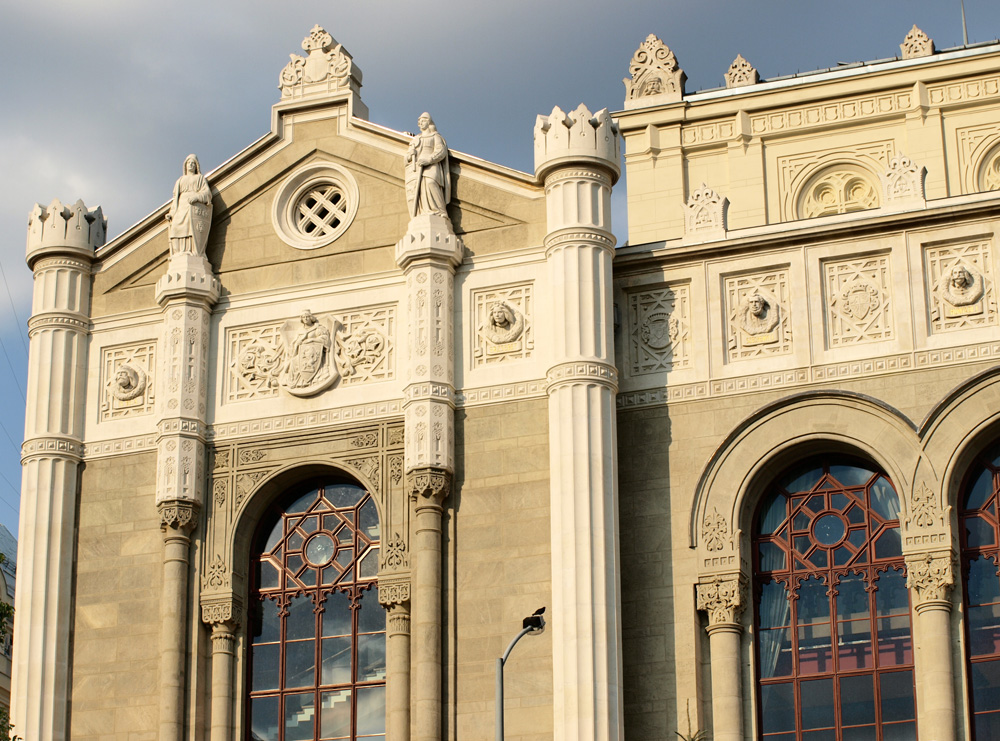
A bal oldali rizalit részlete

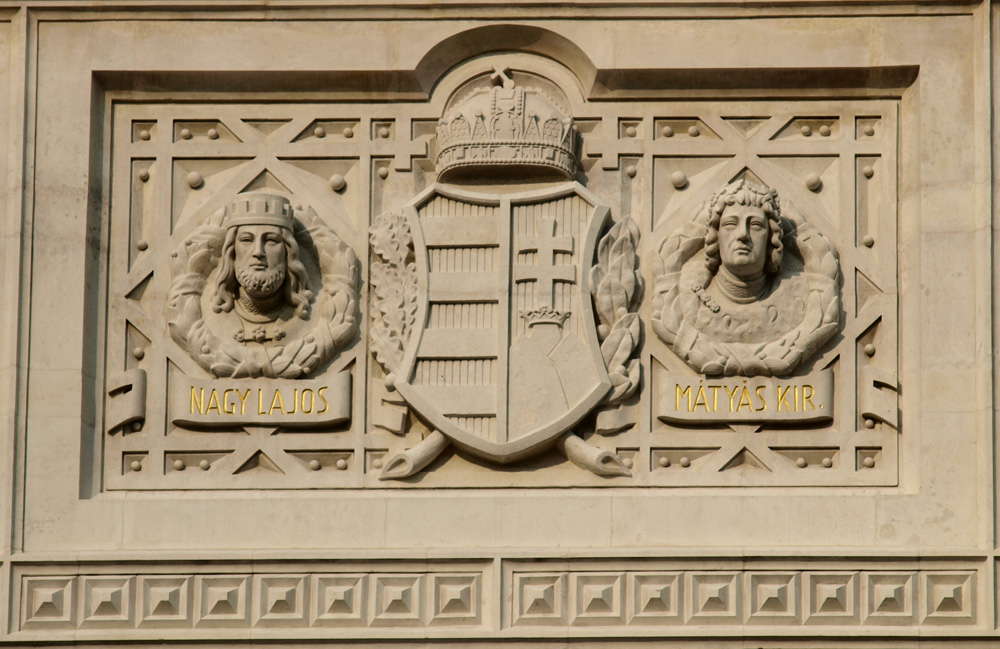
Magyarország címere a homlokzaton

#### A Pesti Vigadó
|  | „...E nagyszerű épület hazánkban uj korszakot alkot, melynek saját eredeti iránya és önállósága egyszersmind a bilincseket nem tűrő művészet kifejező teremtménye, s az idő és a nemzet szellemi törekvéseinek aranyszájú apostola, mely nyiltan az ég felé tör, s némán fölhívni látszik a közérzületet, hogy általános mivelődésében naggyá lenni igyekezzék. ” |
|  | – Sarkady István |

Az 1848–49-ben elpusztult Pesti Vigadó pótlására 1853-ban először Hild József készített terveket, majd vélhetőleg átengedte a munkát Feszl Frigyesnek. A terv 1859-ben készült el, az építkezés azonban egészen 1865-ig elhúzódott. Feszl az épületben kísérletet tett az önálló magyar nemzeti stílus megteremtésére, és sikerrel olvasztotta össze harmonikus egységgé a legkülönbözőbb építészeti és művészeti irányzatokból merített elemeket. Az épület tömege újszerű: a kiugratott sarokrizalitok közé egységes, monumentális és homogén hatású tűnő középsík került. Ugyancsak sajátos, innovatív megoldás a kétszintesnek tűnő főhomlokzati kiképzés, amely nemcsak megjeleníti a mögötte húzódó reprezentatív teremsort, de az épületnek elegáns és hatásos távlati képet is ad. A rendkívül mozgalmas, plasztikus főhomlokzatot gazdag szobrászati díszítés teszi teljessé. Az épület kialakítását Feszl az apró részletekig kidolgozta.

### Polgárházak, városi paloták, villák
A korszak városi lakóházaira jellemző, hogy a klasszicizmus kiegyensúlyozott gyakran monoton tagolása helyett újra hangsúlyt kapnak a (sarok)rizalitok, a 2–3 emeletes átlagmagasság pedig Pesten 3–4 emeletre nő. A hangsúlyos, gyámsorral ékesített főpárkány mellett nemegyszer szintenként újabb párkányok húzódnak a homlokzaton, gyakori elem a bejárat felett és a rizalitokban megjelenő erkély. Az ablakok közét gazdag díszítéssel vagy vakolatkváderezéssel töltik ki. A romantikus lakóházak reprezentatív, nagyobb léptékű fővárosi példái a Máltás Hugó tervei alapján épült József nádor téri Kovács–Sebestyén ház, a Wieser Ferenc tervezte, részletmegoldásaiban a velencei Ca’ d’Orót idéző Pichler-ház (1855–57), valamint az Oswald-ház (V. Nádor utca 22.), amelynek 1846–47-ben Zofahl Lőrinc tervei alapján elkészült épületét 1851-ben Feszl Frigyes, Gerster Károly és Frey Lajos tervei szerint alakították át.
A romantika építészéhez méltó egyedi és hangulatos alkotása az 1852-ben elkészült Múzeum körúti Unger-ház Budapesten, Ybl Miklós korai remeke. A kisméretű átjáróház háromszintes főhomlokzatát markáns, magas, keleties mintázatú párkány zárja le. Az első emelet hét erkélyét griffek támasztják alá, amelyek redukált formában a második emeletnél könyöklőpárkányként térnek vissza. A Magyar utcai homlokzat nagyobb, de díszítése visszafogottabb; az üvegezett ablakokkal díszített belső udvar itáliai palotákat idéz.
Míg Ybl Unger-háza a félköríves romantikához sorolható, addig egyértelműen a gótizáló irányvonalat követi a velencei palotákat idéző Király utcai Pekáry-ház, Brein Ferenc alkotása 1847-ből. Négyszintes homlokzatát magas, gyámívekkel tartott oromzat zárja le, finom és elegáns részlete az erkélyes sarokrizalit.
A Kerepesi úti Westermayer-ház 1867-ben Pan (Pán) József tervei szerint épül barokkos romantikus stílusjegyekkel (1891-től itt működik a híres Pannónia Szálló).
A vidéki városokban jellemzően a pesti léptéknél kisebb, egy-kétszintes lakóházak épültek ebben a korszakban. A számos, szerencsésen fennmaradt példa közül is kiemelkedik igényességével a szegedi Fekete ház, amely Mayer Ferdinánd megbízására Gerster Károly tervei szerint épült 1857-ben. Homlokzata kis mérete ellenére is változatosan tagolt, elsősorban az angol gótikus építészetet idéző elemekkel. Stílusában és léptékében is hasonló a szekszárdi Augusz-ház, Stann Jakab helyi építőmester munkája, amely a kor egyik, gyorsan ismertté vált épülete, a trieszti Miramare-kastély hatását mutatja. Neogót jegyeket visel a soproni Handler Nándor egyik jellegzetes műve, a Várkert körút 74. sz. alatti kétszintes lakóház is.
Az átlagnál komolyabb építési igény mutatkozott Esztergomban, amelynek elsősorban az ötvenes évektől a városban dolgozó, 1862-ben le is telepedett, utóbb a prímási uradalom és a város hivatalos építészének kinevezett Prokopp János igyekezett eleget tenni, nemegyszer a székesegyházon dolgozó Hild Józseffel együtt.
A romantikus városi paloták legszebb és legméretesebb példája volt az 1938-ban lebontott budai Karátsonyi-palota , amely gróf Karátsonyi Guido megbízására épült az 1850-es években. A Pan József főművének számító palota kétszintes, 3+4+3+4+3 tengelyes homlokzatát erősen kiugró középrizalit uralta, oromzatán nagyméretű címerrel. A gazdagon díszített belső terek párjukat ritkították a korban.
A romantika idején folytatódik a város környéki villák klasszicista divatja. Az Ybl tervezte Grabovszky-villa (1852 k.) , akárcsak a Karátsonyi-palota, egyértelműen a félköríves stílusba sorolható. Inkább a gótizáló romantika hatását mutatja viszont Zwitkovitch Károly 1851-ben épült szombathelyi villája, az úgynevezett „Bagolyvár”, valamint a Ranolder János veszprémi püspök nyaralójának épült csopaki Ranolder-villa (Szentirmai József, 1862), amelynek nyitott árkádsoros földszintjéhez, szemöldökpárkányokkal, apró tornyokkal díszített tömegéhez a bal oldalszárny végén egykor torony is csatlakozott.
Megjelenik az ún. „svájci villa” vagy „svájci ház” típusa, amelynek homlokzatát többszintes, oromzatos, dúsan faragott tornác uralja. Szép példája a balatonfüredi Jókai u. 28. alatt álló villaépület, vagy Feszl Frigyes két, szerencsésen megmaradt épülete, a Heckenast Gusztáv számára tervezett pilismaróti Heckenast-villa (1850 k.), illetve a budai Kochmeister-villa (XII. Budakeszi út 71., 1852).

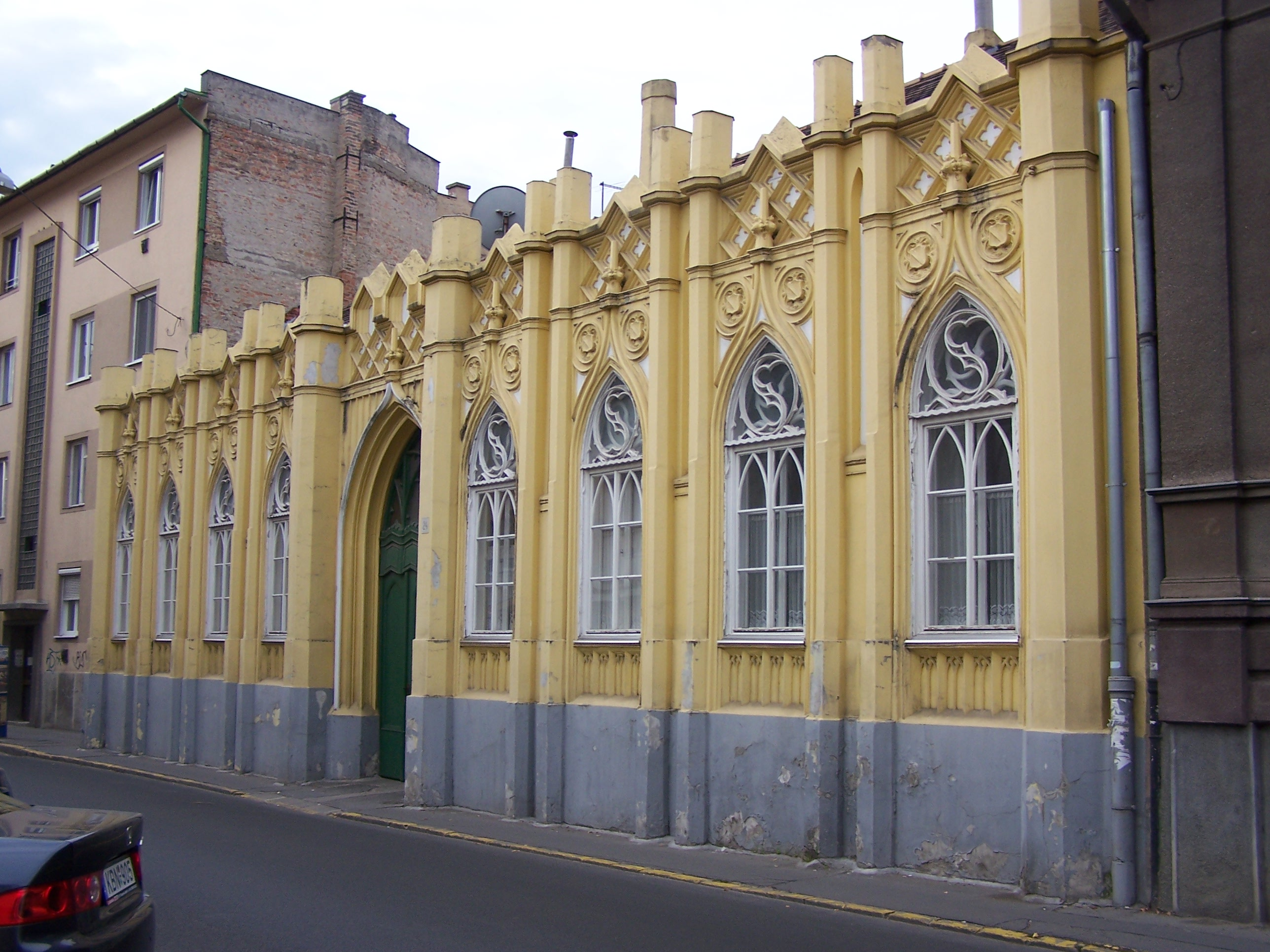
Gótizáló romantikus lakóház a Városmajor utcában, Budapest (1847)
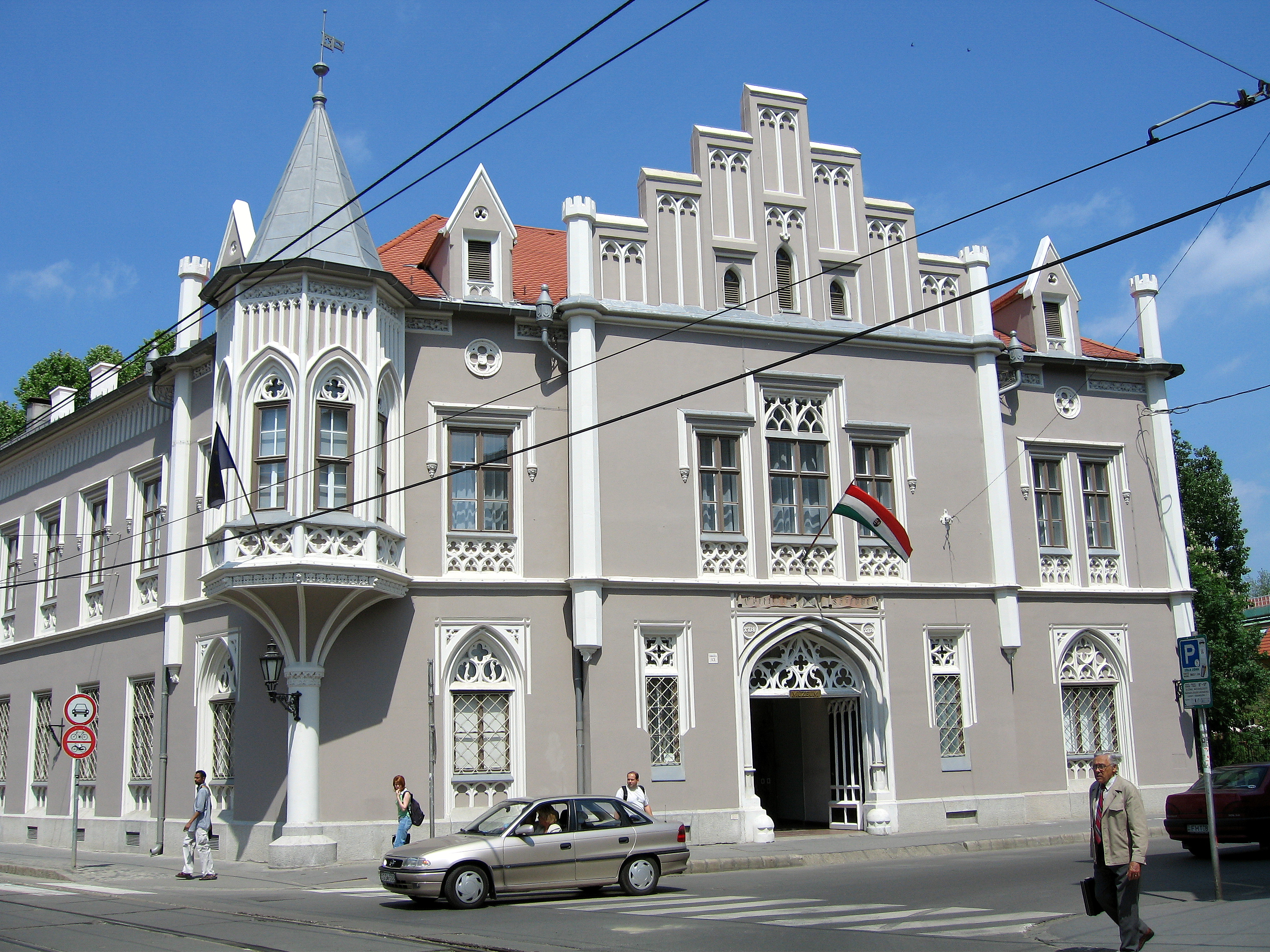
Fekete-ház, Szeged
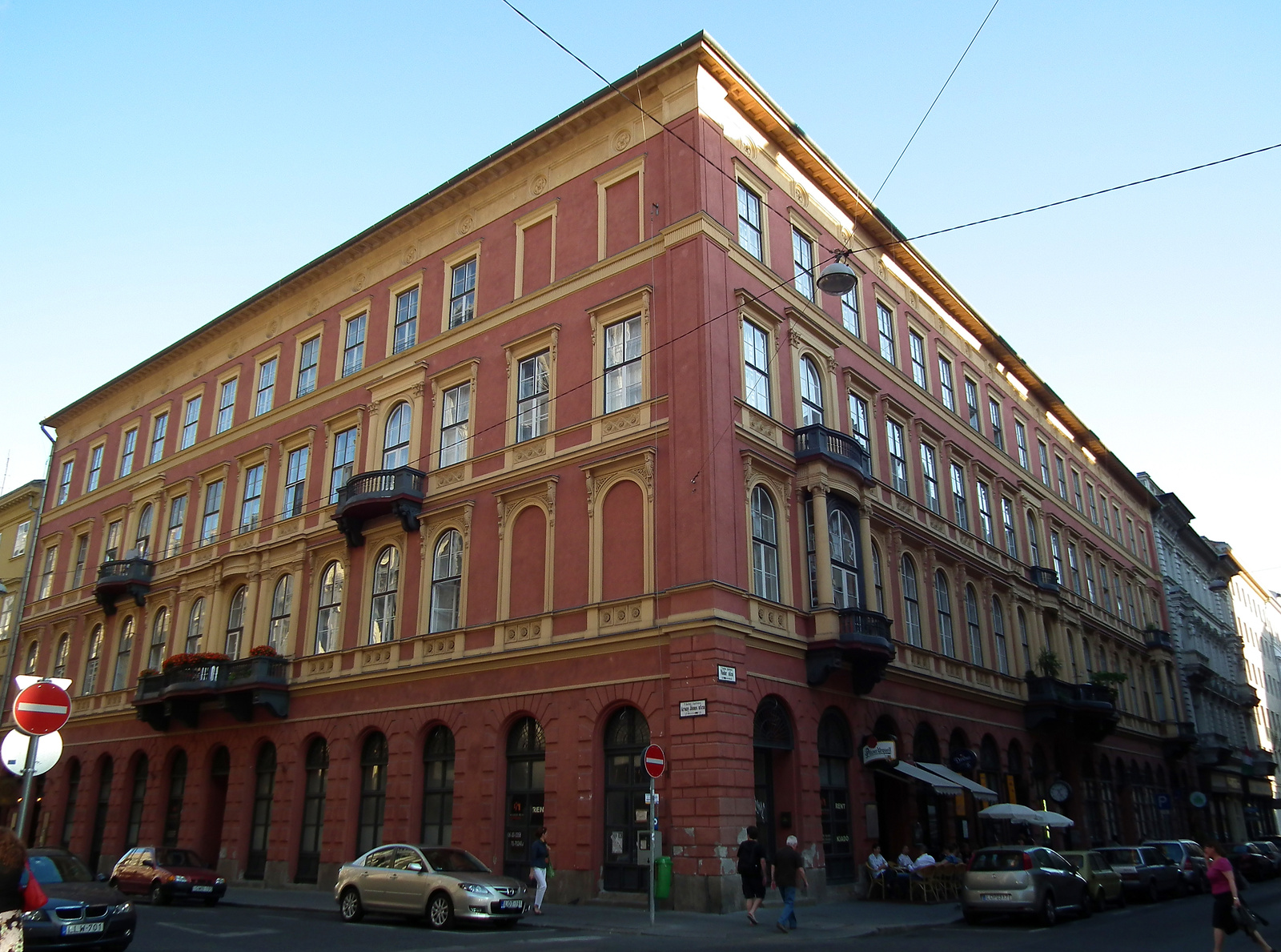
Schossberger-ház, Budapest (Hild József, 1861)
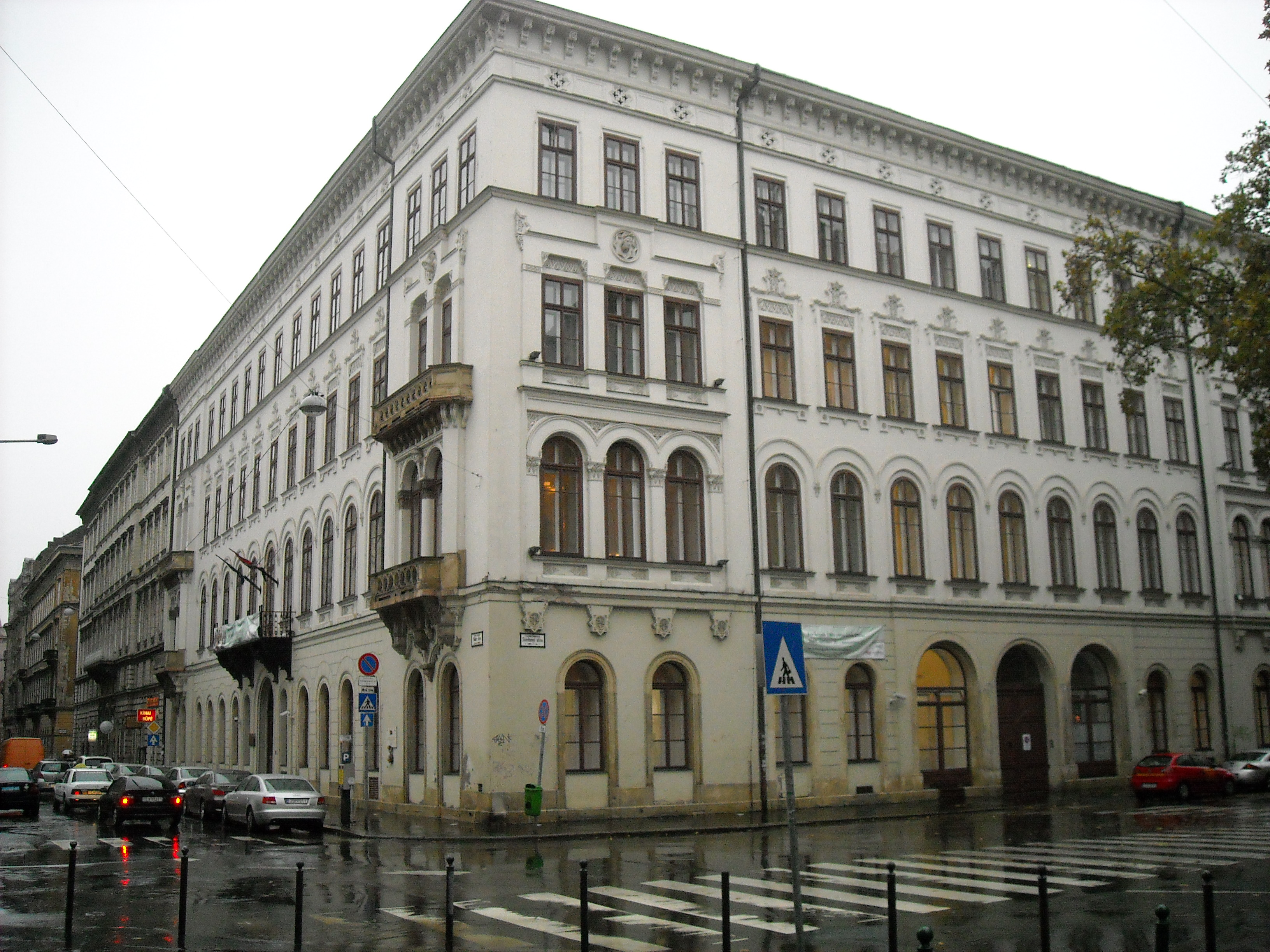
Oswald-ház, Budapest
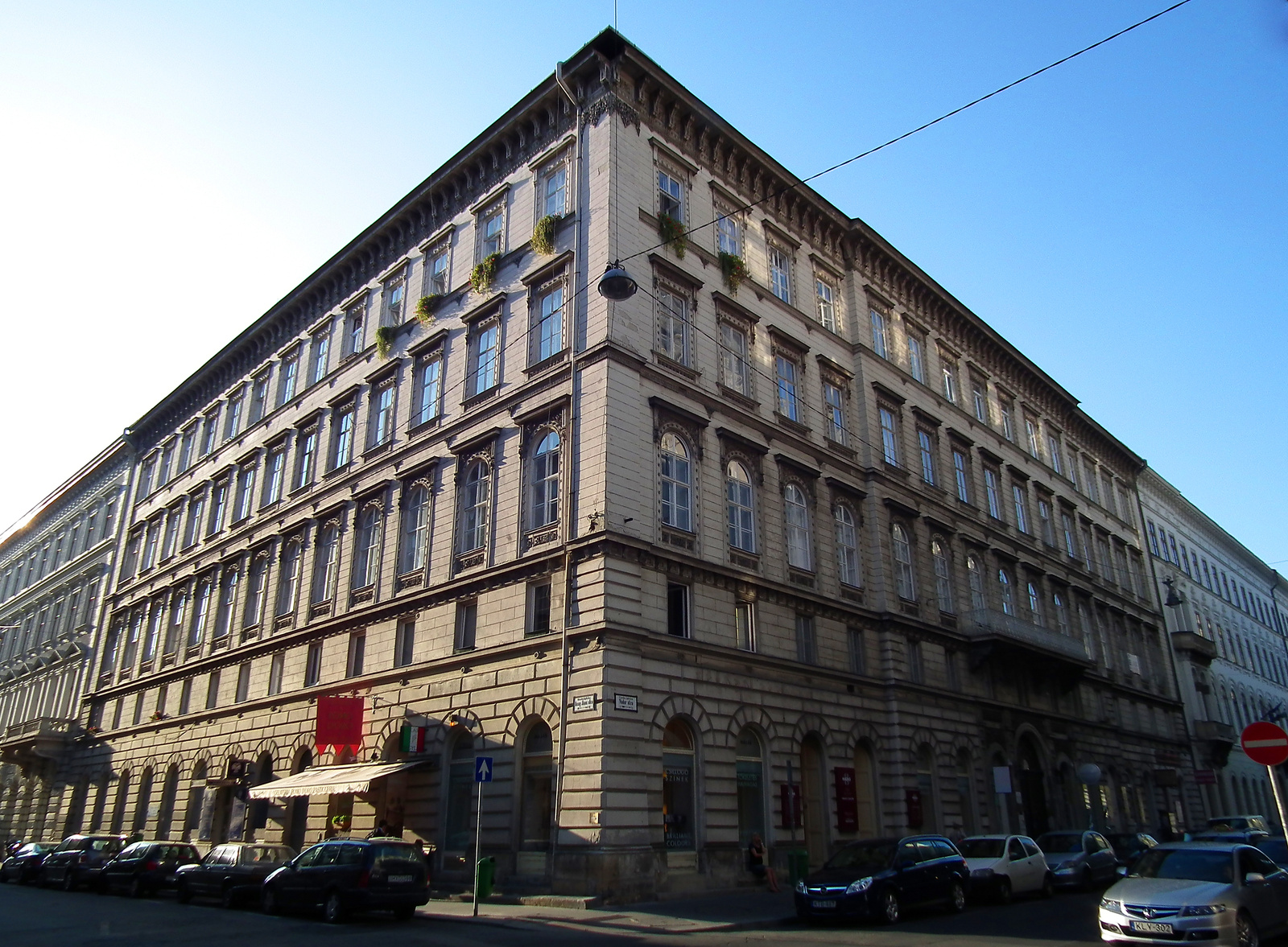
Nádor u. 20, Budapest (Máltás Hugó, 1852)
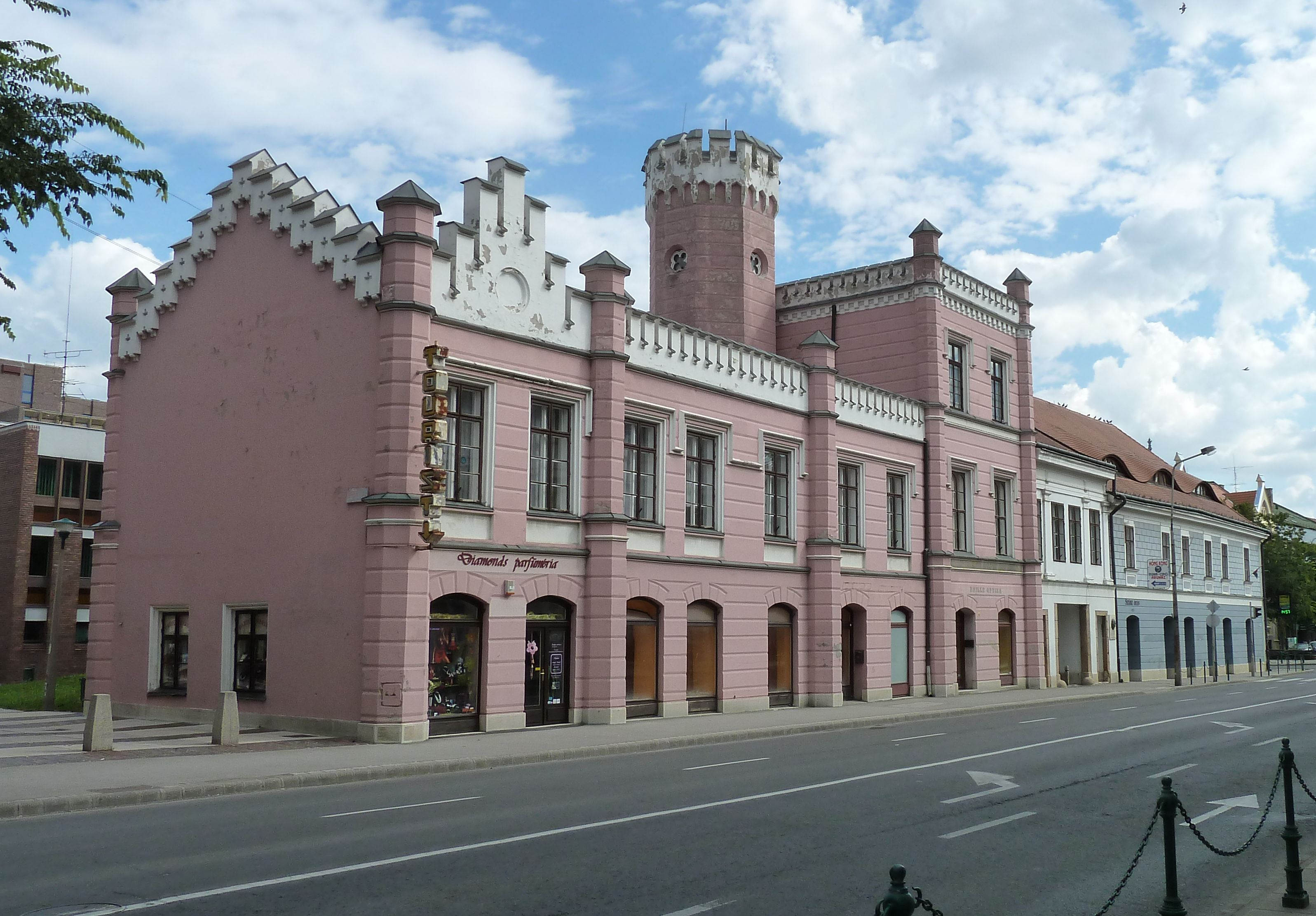
Augusz-ház, Szekszárd
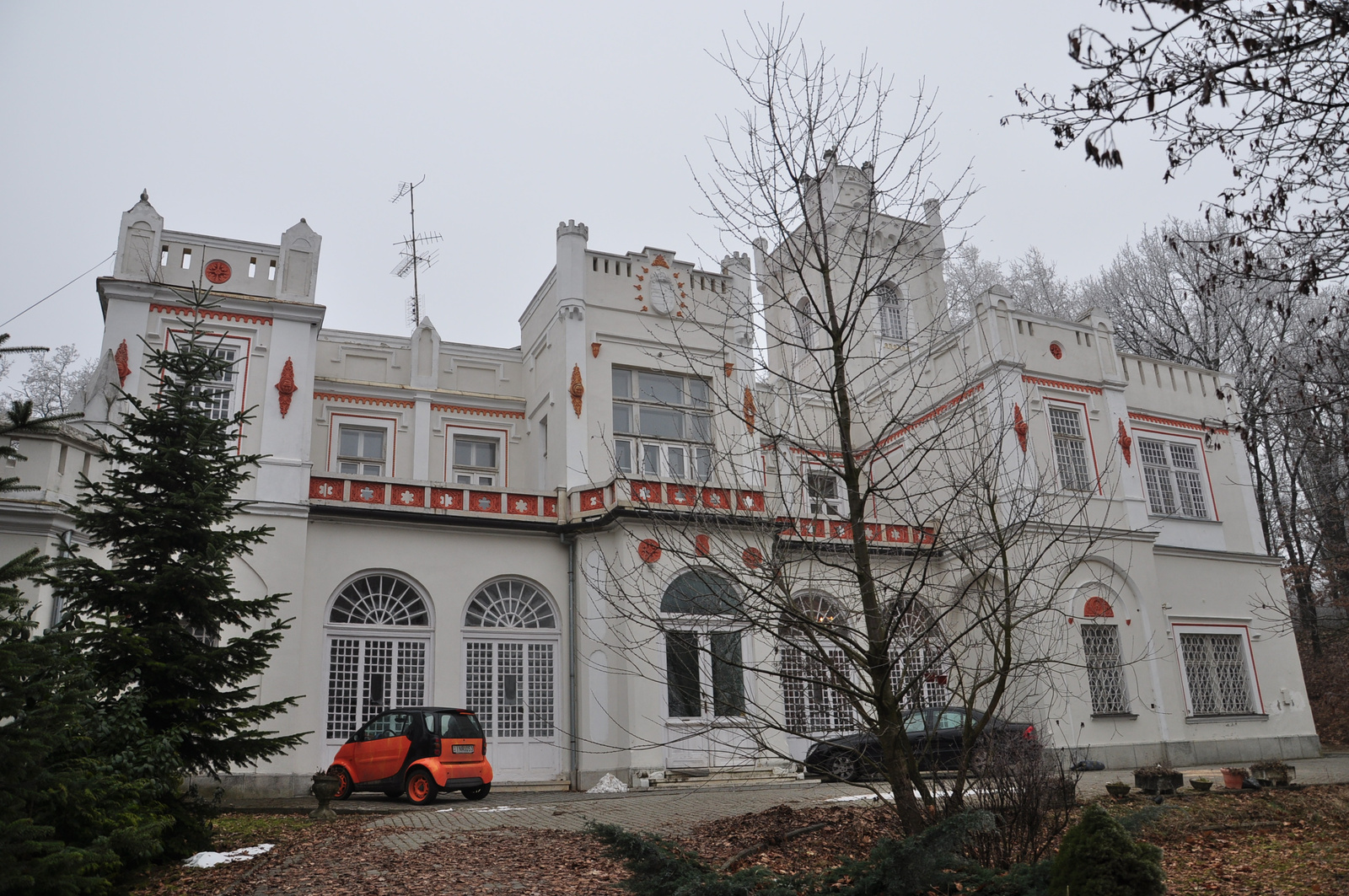
Bagolyvár, Szombathely

### Vidéki rezidenciák
Az első romantikus kastélyokat magyar földön osztrák építészek emelték. A középkorias formákat mutató kastélyok már az 1830-as évektől, a klasszicizmus idején megjelennek. A korai példákra igen jellemző, hogy őrzik az előző korstílusra jellemző, kiegyensúlyozott, nyugodt tömegformálást, de középkori nosztalgia jegyében a sarokrizalitokat hengeres vagy szögletes bástyák váltják fel, a főpárkányokat gyámíves, lőréses pártázatok. Idővel a tömegek és az alaprajzok egyre összetettebbé és aszimmetrikusabbá válnak; az alapvetően horizontális tagolású, egy-kétszintes kastélyépületeket szinte mindig kíséri egy többszintes torony, gyakran lapostetővel. Az épületek jellemzően nagyobbnak tűnnek valós méretüknél. Míg a korai idők kastélyaihoz német párhuzamok hozhatóak fel, a későbbiek már egyértelműen az angol gótikus-gótizáló kastélyépítészet hatását viselik magukon.
A romantikus kastélyokra a gazdagon díszített, igényes belső terek jellemzőek, ugyanakkor a reprezentatív funkciók a korábbi korokhoz képest hátrébb szorulnak, és mindinkább az intim, személyes, családias hangulat kerül előtérbe. A dísztermek eltűnnek, helyükbe a vendégek fogadására is alkalmas könyvtár, a dohányzó, szalon kerül.
A romantika korában épült kastélyokat jellemzően gazdag növényzetű angolkertek ölelik.

#### Romantikus kastélyok a korabeli Magyarország területén

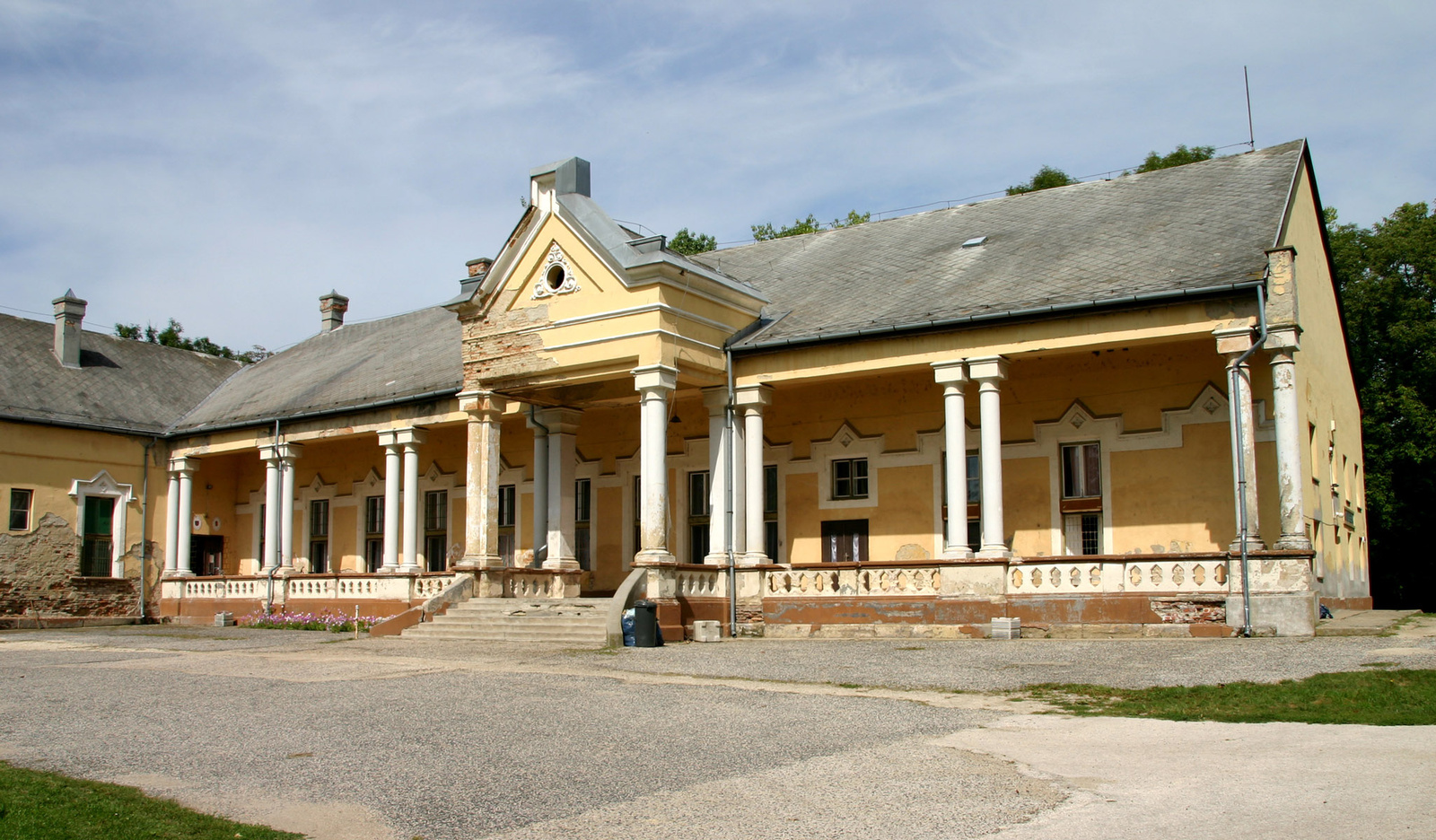
Zichy-kastély, Zichyújfalu

- Zichy–Ferraris-kastély, Oroszvár (1841–44) – a várkastélyszerű, sarokbástyás épületet Franz Beer tervezte, homlokzatát gyámívek és lőréses fogazat díszíti.[16]
- Keglevich-kastély, Nagyugróc (1845–50 k.) – a 17. századból származó, a barokk időkben egyszer már átalakított várkastély Alois Pichl osztrák építész formálta át gótizáló romantikus szellemben.[17]
- Erdődy-kastély, Vép (1846–47) – a 16. századi, többször bővített és átépített várkastélyt Johann Julius Romano von Ringe osztrák építész tervei alapján alakították át gótizáló romantikus stílusban.[17]
- Batthyány-kastély, Ikervár (1847) – Pollack Ágoston és Ybl Miklós tervei alapján az eredetileg barokk, 18 századi kastélyépület alapfalainak és földszinti részének felhasználásával az itáliai reneszánsz formajegyeiből merítő romantikus kastély született.[18] A szimmetrikus alaprajz és a földszinti palladio-motívum ugyancsak Ybl itáliai igazodását mutatja.[14]
- Bánffy-kastély, Bonchida (1850–55 k.) – a 16. századi eredetű, alapvetően barokk stílusú kastélyhoz Kagerbauer Antal tervei szerint épült neogótikus szárny. Különösen jellegzetes a középrizalit hatalmas, „késő-gót” emeleti erkélye. A kastély állaga a második világháború után erősen leromlott, részben elpusztult.
- Zichy-kastély, Zichyújfalu – gróf Zichy Nepomuk János építtette az 1860-as években. Az L alakú épületet a második világháború után gyönyörűen kidolgozott stukkóitól megfosztották, a rendszerváltást követően pedig állapota is leromlott. 1998 óta polgármesteri hivatalként funkcionál.
- Zichy-kastély („Annavár”), Nagyhörcsökpuszta (ma Káloz) (1852–58) – a gótizáló romantikus kastélyegyüttest mozgalmas tömegkezelés, kötetlen alaprajz jellemezte. Terveit sokáig Ybl Miklósnak tulajdonították,[14] de valójában Weber Antal műve.[19] 1870–71-ben gróf Zichy Pálné Kornis Anna felkérésre Gottfried Semper francia késő reneszánsz-manierista stílusban terveket készített az átépítésére.[20] A kastély a második világháborúban leégett, később nagyrészt lebontották.
- Szentgyörgyi–Horváth-kastély, Alsószeleste (1855) – az angol neogótika hatását mutató, aszimmetrikus homlokzatú, egytornyos épület.
- Wenckheim-vadászkastély, Bélmegyer–Fáspuszta (1855–1862) – szabálytalan alaprajzú, összetett, tömegű épület, jelenlegi, neogót főhomlokzatát Ybl Miklósnak köszönheti.
- Mikó-kastély, Marosújvár (1856–62) – Kagerbauer Antal tervei alapján épült, kétszintes, angol gótizáló romantikus stílusú kastély.[17]
- Rhédey-kastély, Zsáka (1858) – egyszintes, kúriaszerű, tornyos épület, gótizáló romantikus stílusban emelték.
- Festetich-kastély, Bogát (Szombathely) (1860) – angol mintára épült, kétszintes gótizáló épület.[17]
- Zichy-kastély, Gégény (ma Körösgégény, 1860 k.) – egyszintes, tagolt tömegű, épület, kétemeletes toronnyal.
- Andrássy-kastély, Parnó (1860 k.)[17]
- Erdődy-kastély, Vörösvár (ma Vasvörösvár, 1862–64) – legszebb romantikus kastélyaink egyike, mesteri ötvözete a legkülönfélébb stílusjegyeknek. Várszerűsége az angol gótikus építészetet idézi, részletformáiban a romantika számos forrása visszaköszön. Weber Antal egyik főműve. A II. világháború után egy részét elbontották.[21]
- Esterházy-kastély, Galánta (1860-as évek) – a Weber Antal tervei alapján épült kastély a romantika gótizáló vonulatához tartozik, méretét tekintve a legjelentősebb Kárpát-medencei kastélyok közé tartozik. A részletformákon a félköríves stílus hatása figyelhető meg.[21]
- Bethlen-kastély, Árokalja (1860-as évek) – a korszak egyik legkülönlegesebb, bizánci hatást tükröző épülete. A négyszögű kastélytömeget sátortető koronázza, csúcsán méretes hagymakupolával; hagymasisak ül az épület négy sarkán álló tornyokon is. Stílusa, tömegformálása John Nash 1815–18 között épült brightoni királyi nyaralójának hatására enged következtetni.
- Rónay-kastély, Kiszombor (1858)

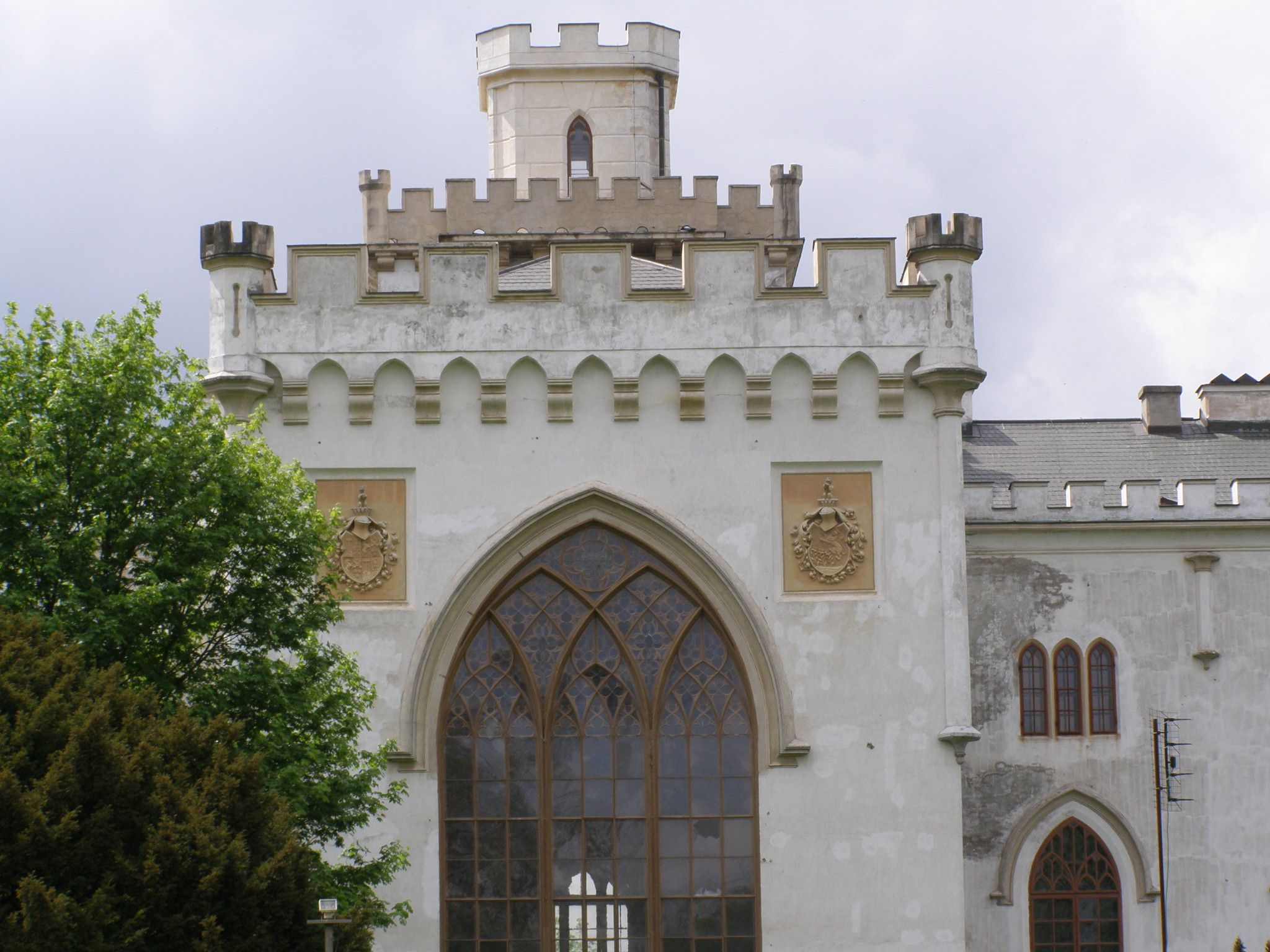
Zichy–Ferraris-kastély, Oroszvár (1841–44)
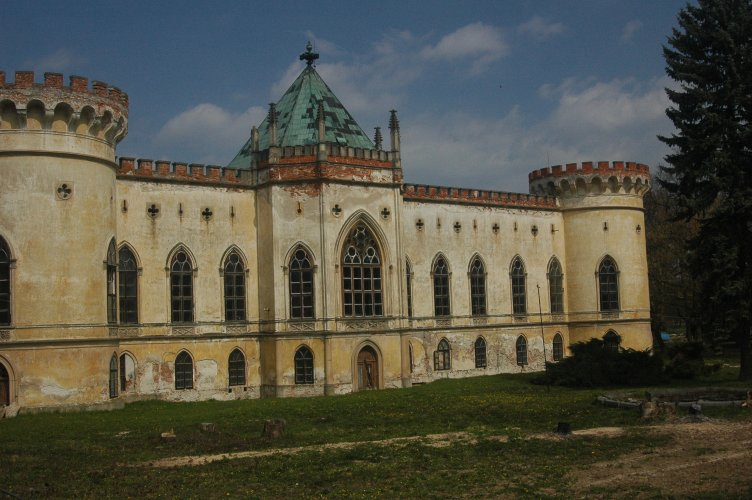
Keglevich-kastély, Nagyugróc (1845–50)
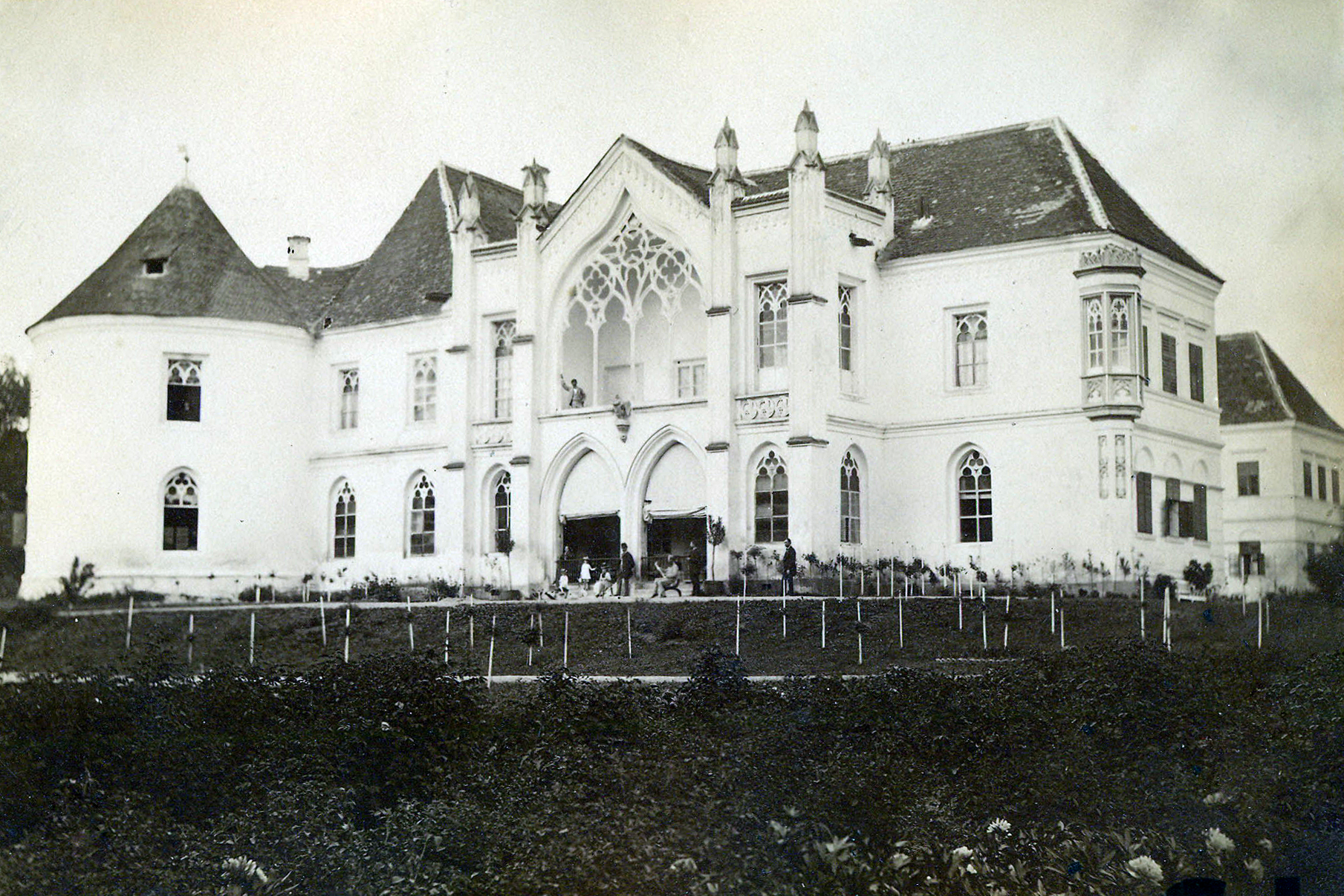
A bonchidai Bánffy-kastély gótizáló szárnya 1890-ben
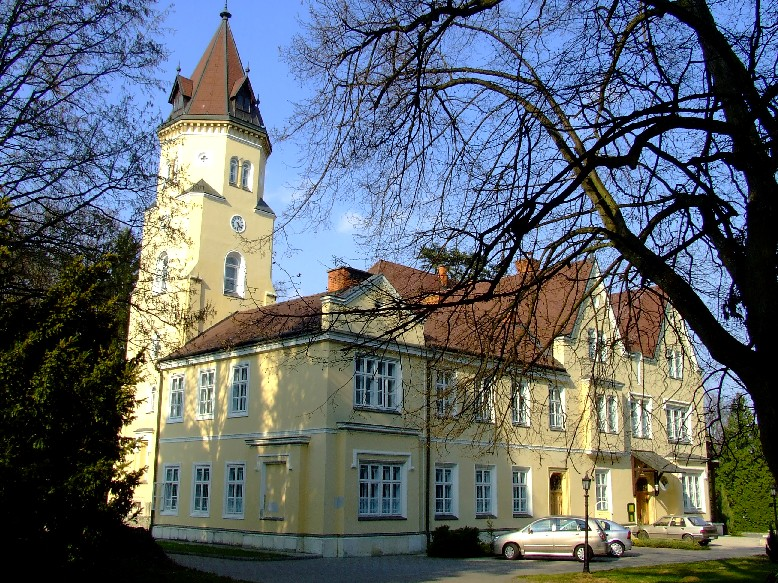
Festetich–Szentgyörgyi–Horváth-kastély, Szeleste (1855)
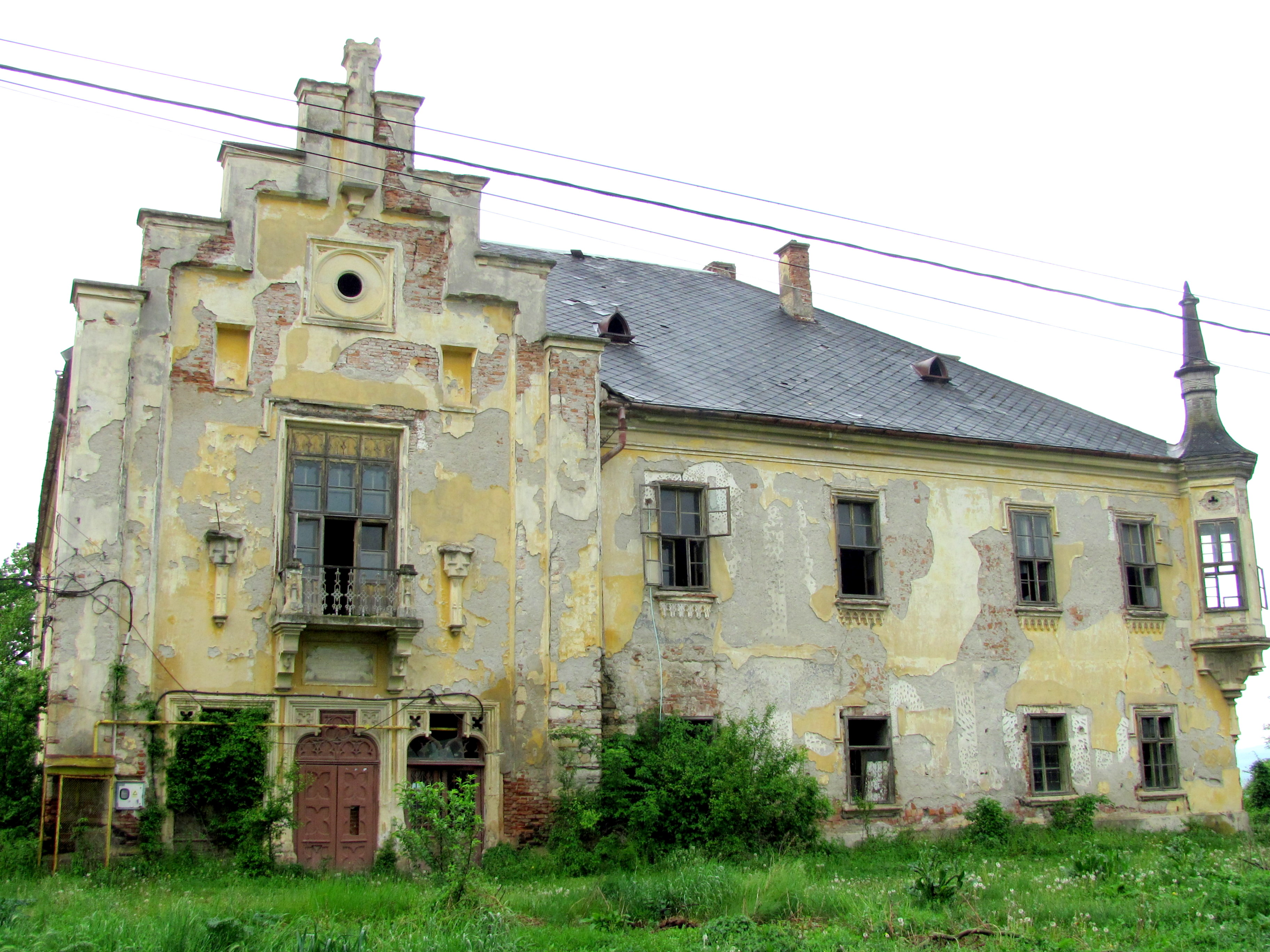
Mikó-kastély, Marosújvár (1856–62)
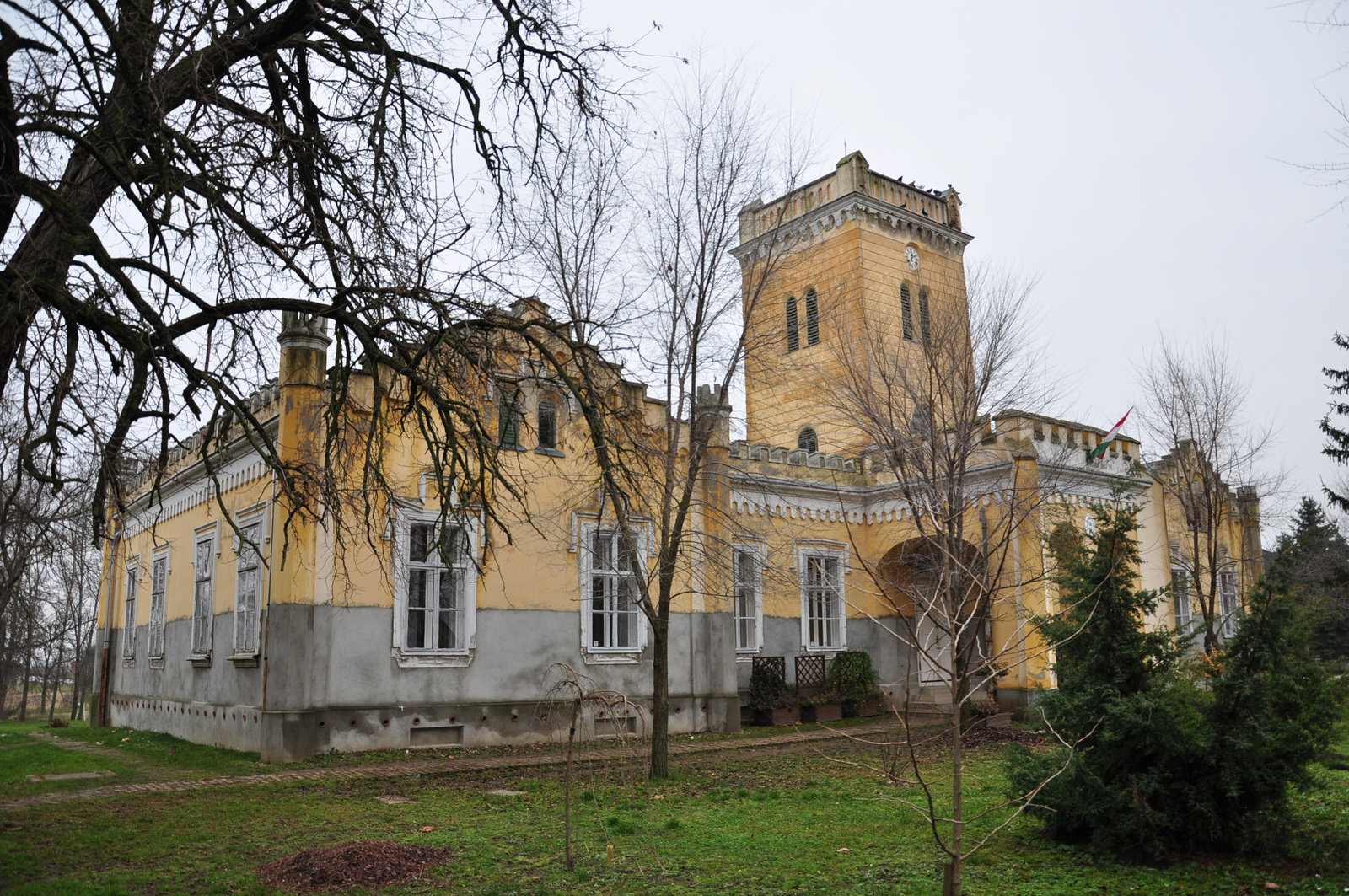
Rhédey-kastély, Zsáka (1858)
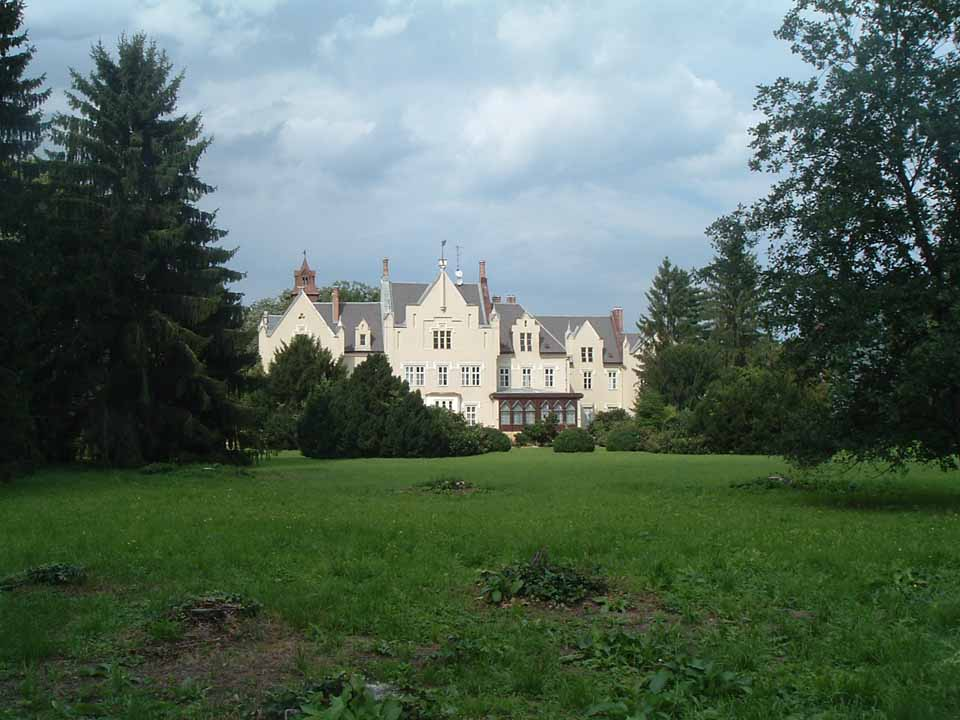
Festetich-kastély, Bogát (Szombathely) (1860)
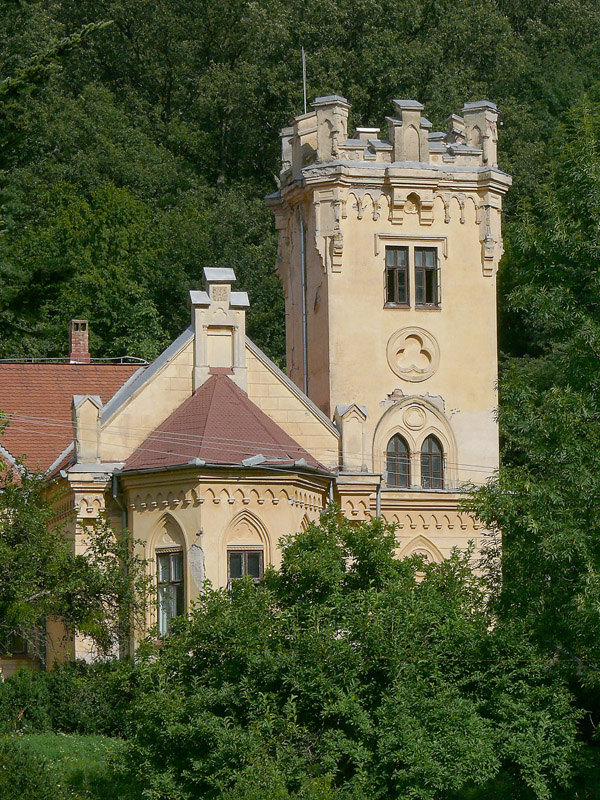
Zichy-kastély, Gégény (1860 k.)
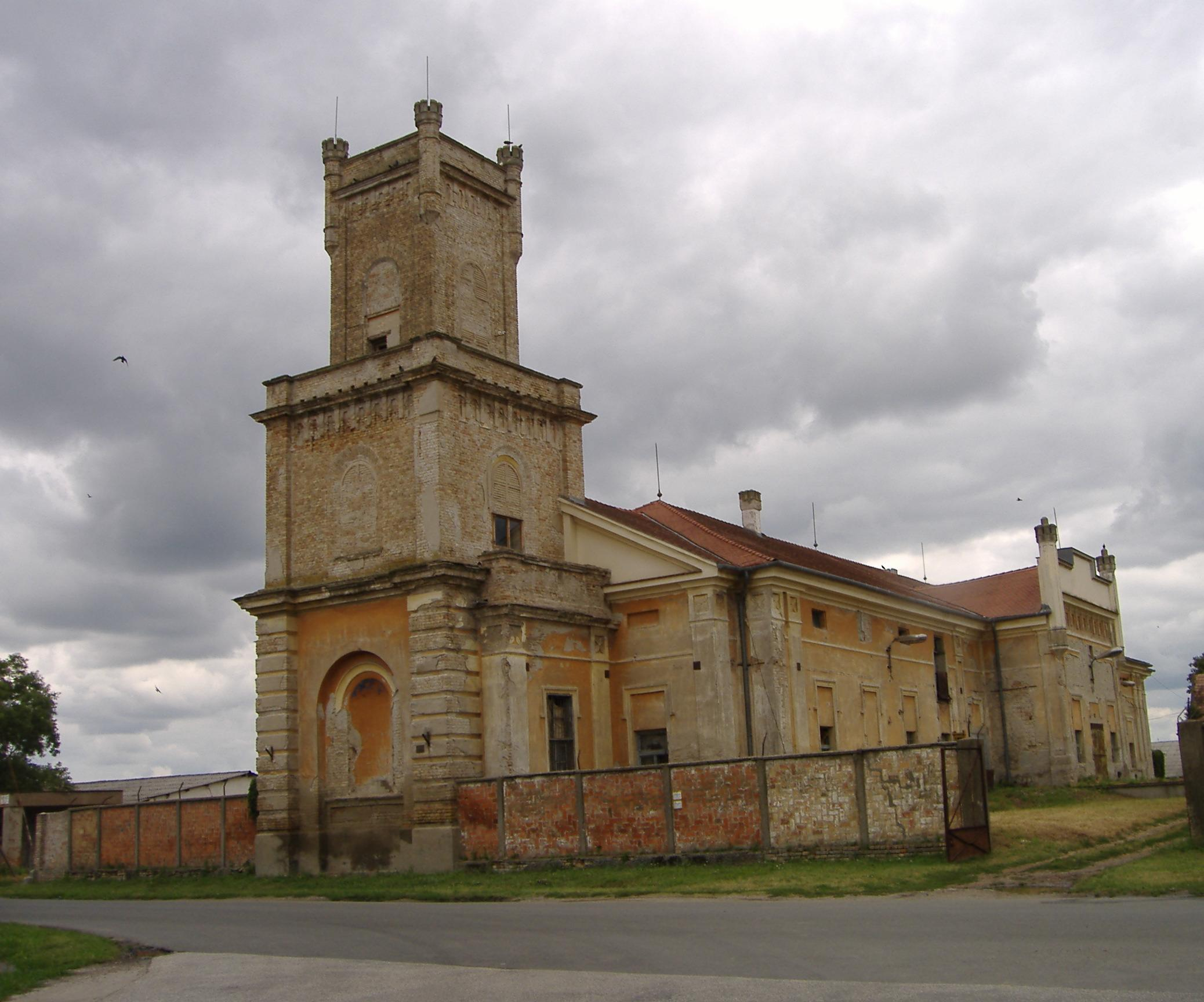
Rónay-kastély, Kiszombor (1858)

## Szakrális építészet

### Templomok

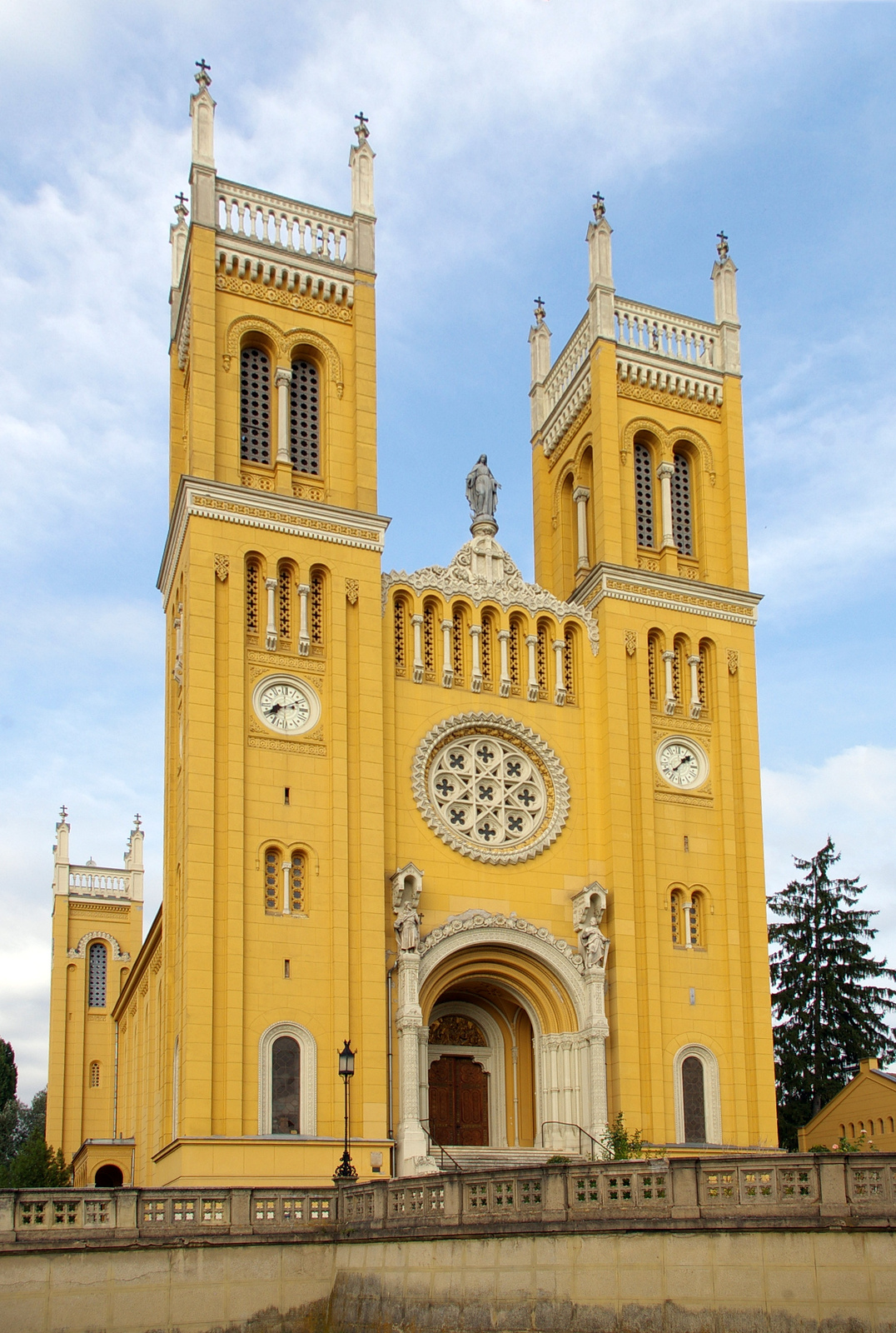
Szeplőtelen fogantatás templom, Fót

A kor legjelentősebb egyházi épülete, egyben Ybl Miklós korai főműve a gróf Károlyi István megbízására készült Szeplőtelen fogantatás templom (1845 – 55), illetve a kapcsolódó épületek Fóton. Ybl a templomot mesterséges feltöltésre helyezte, két oldalról földszintes, stílusban megegyező épületekkel övezve. Alaprajza, tömegszabása egyszerre hagyományos és újító. A négy torony közül a két főhomlokzati az épülettestből emelkedik ki, az alacsonyabb hátsók viszont ahhoz csak egyetlen oldalukkal csatlakoznak. A háromhajós hajóhoz azzal megegyező szélességű félköríves alaprajzú lezárás csatlakozik, amelyben a szentélyt az altemplomi lejáró és a sekrestye fogja közre. A templom homlokzata a román kori kegyúri templomokat idézi, a román stílusjegyekhez azonban gótikus arányok társulnak. A két lapostetős torony normann-angol épületeket idéz. A belső teret elsősorban külföldi mesterek díszítették. A tervezés korai szakaszában, 1846-ban Ybl a megbízó költségén itáliai tanulmányutat tett. Az elkészült épületen azonban inkább a korabeli német építészet, így Karl Friedrich Schinkel berlini Friedrich Werderkirchéjének, illetve Friedrich von Gärtner müncheni Ludwigskirchéjének hatása figyelhető meg.
Ugyancsak Ybl Miklós tervei alapján épült a már Döblingben élő Széchenyi István megbízására a nagycenki Szent István-plébániatemplom. Az 1860–64 között elkészült, román stílusjegyeket használó épület visszafogott méretei mellett is harmonikus, egységes alkotás. Stílusában hasonló, tömegében viszont eltérő módon, centrálisan formált a kecskeméti Evangélikus templom, ugyancsak Ybl alkotása.
A gótizáló szakrális épületek közül kiemelkedik a gróf Keglevich Károly, elhunyt leánya emlékére Pétervására Szent Mártonról elnevezett plébániatemploma, amely építésének korai dátuma (1812 – 17) alapján a romantikus építészet korai előfutárának tekinthető. Mestere, az egri Povolni Ferenc minden bizonnyal cseh- és morvaországi utazásai során ismerkedett meg az ottani gótizáló barokk építészettel, amelynek a naiv gótikus formákat mutató pétervásárai templom őrzi hatását. Ebbe a csoportba sorolható a budapesti Herminamezőn álló Hermina-kápolna (1842 – 56), Hild József kései, sajátos formálású alkotása. 1860 és 1863 között épült fel a ma székesegyházként ismert római katolikus templom Versecen, amely Komárik Dénes szerint a gótizáló romantika körébe tartozik. A homlokzat nélkülözi a neogótikára jellemző szerkezeti odafigyelést és precizitást, a gótikus stíluselemek inkább rátétként hatnak a templom tömegén. A barokkos romantikus alkotások közé sorolható a pesti ferences templom új toronysisakja, amely Wieser Ferenc tervei alapján, 1860 és 1863 között készült.
Számos épület bizonyítja, hogy a romantika korára a katolikus és a protestáns templomok közötti, korábban a stílusban és az épület elhelyezésében is megmutatkozó különbség végképp eltűnik. Korábban Ybl Miklósnak is tulajdonították, de Wagner János műve, a bájosan naiv gótizáló formákat használó evangélikus templom Losoncon (1852–54). A Szkalnitzky Antal tervei szerint épült hajdúhadházi református templom (1868–72) viszont román és quattrocento elemeket ötvöz, egyfajta átmenetet jelentve a romantikus historizmus félköríves stílusa és a neoromán építészet között. Osztrák építész, Ludwig Förster tervei szerint épült a soproni evangélikus templom tornya.
Nagyobb léptéket képviselt a pesti szlovák evangélikusok épületegyüttese, amely 1852-től épült a Kerepesi (ma Rákóczi) úton Diescher József tervei alapján, utolsó elemeként a könnyed középtoronnyal kiképzett, gótizáló-romantikus templom készült el 1867-re. (A komplexum oldalszárnyait később elbontották, és a telket körbeépítették az úgynevezett Luther udvarral, amely a ma raktárként használt templomot is eltakarja.)

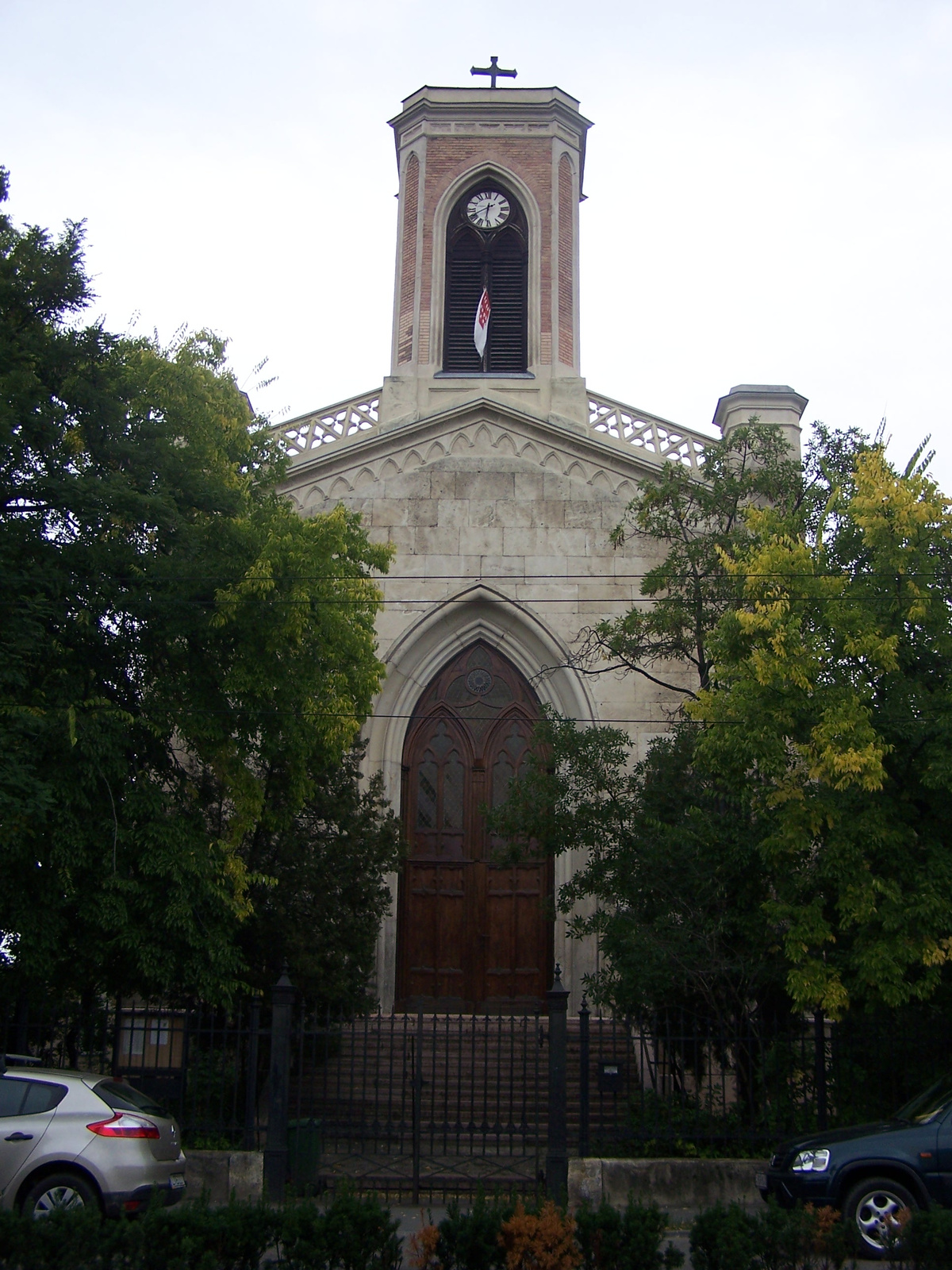
A Hild József tervezte Hermina-kápolna Budapesten
Római katolikus templom, Versec
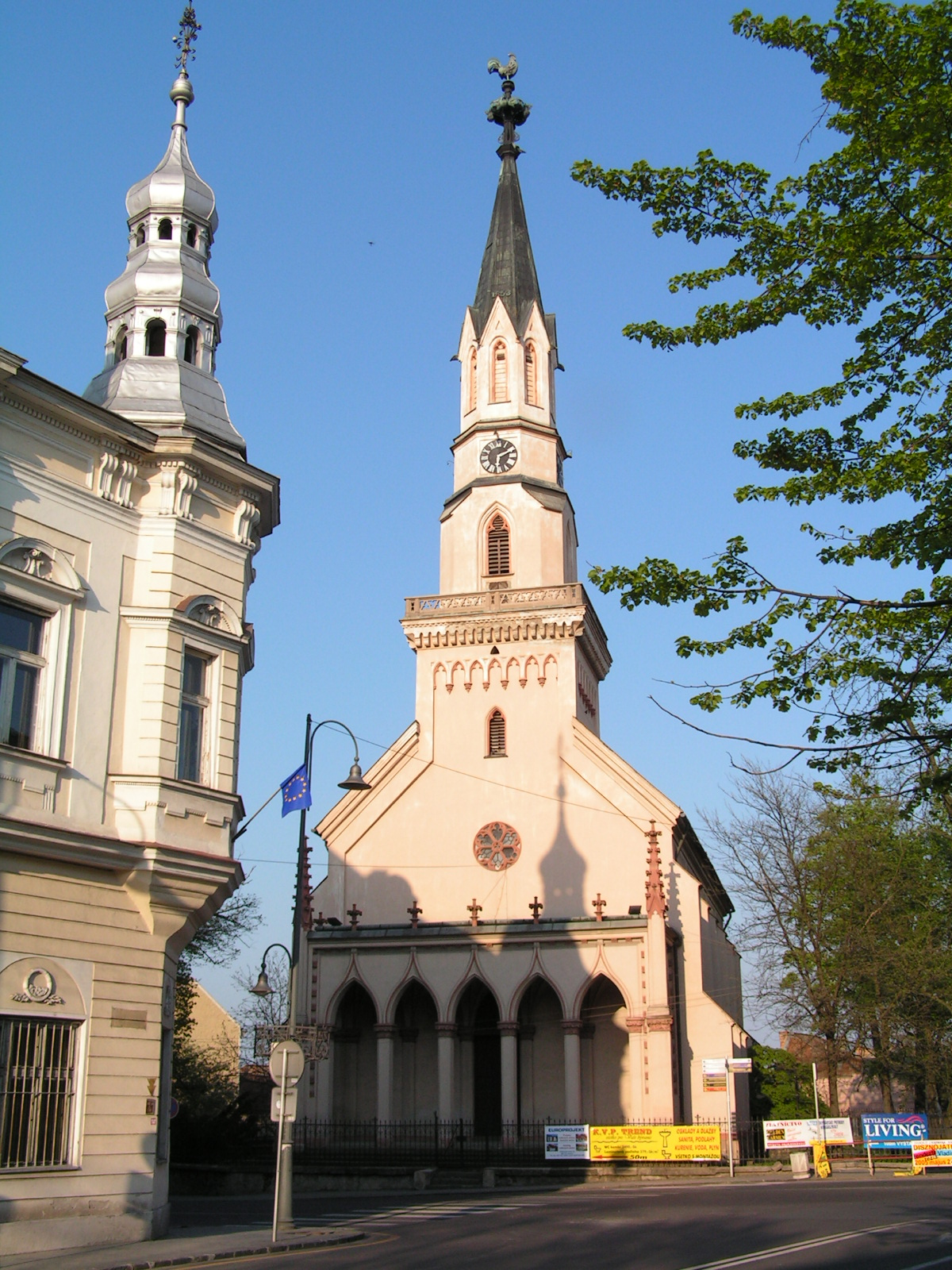
Evangélikus templom, Losonc
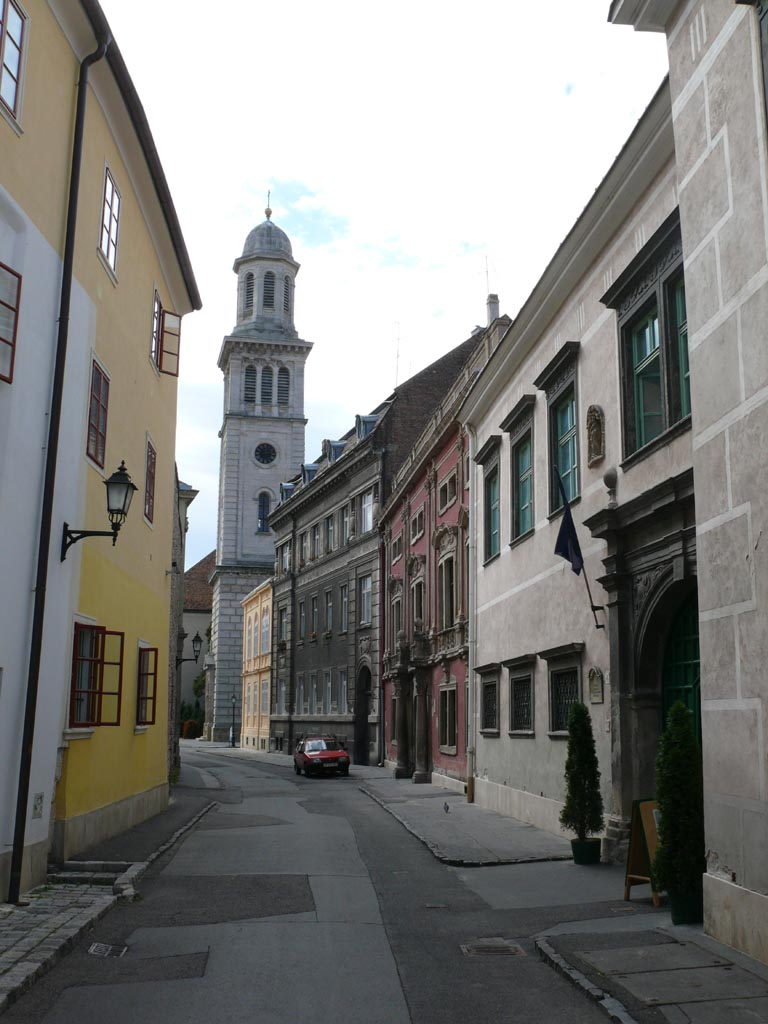
A soproni evangélikus templom tornya
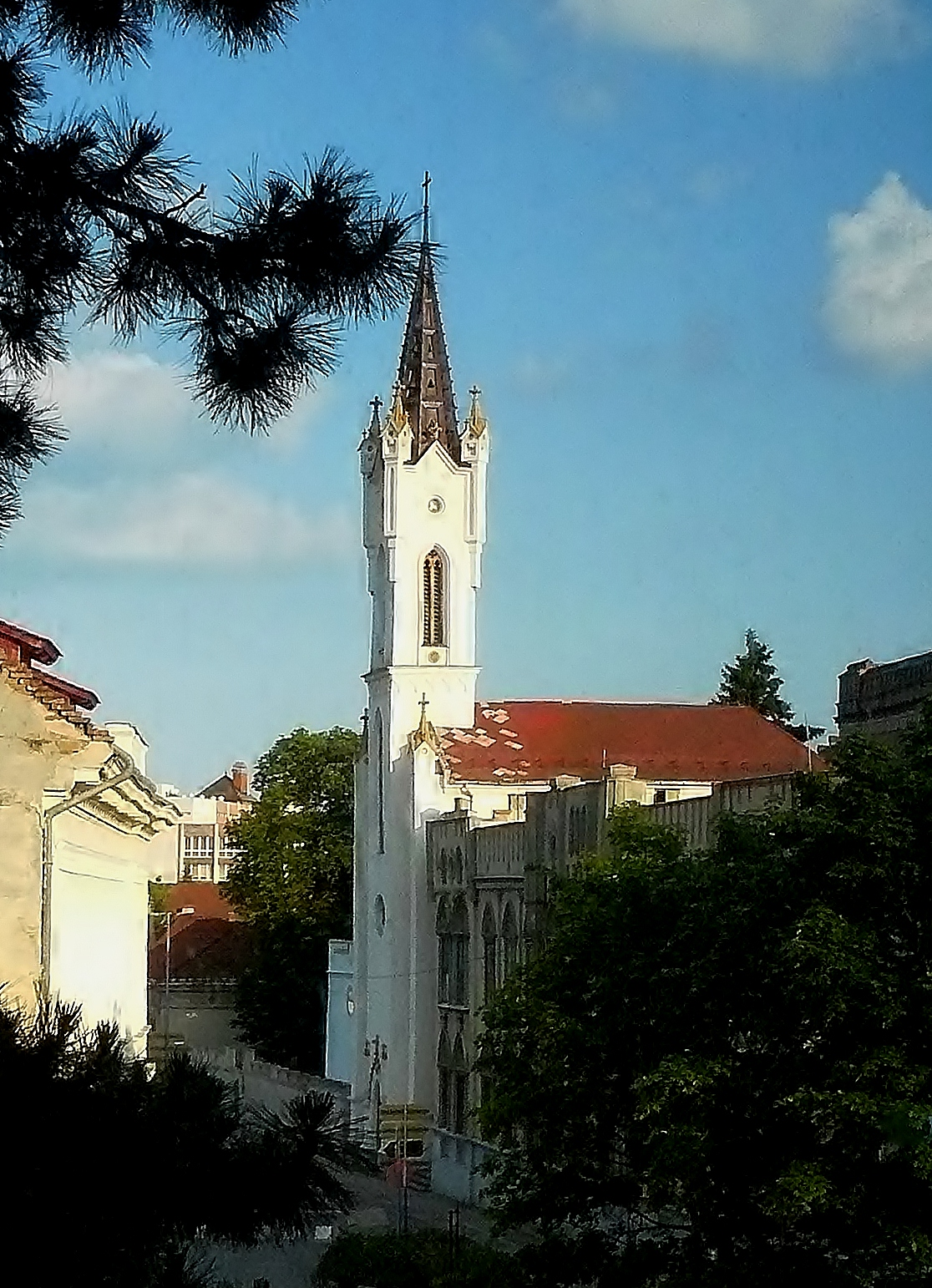
Az angolkisasszonyok veszprémi temploma

### Zsinagógák
Miután 1840-ben törvényben engedélyezték a zsidók városokba települését, a zsinagógák építése új lendületet kapott. Bár ismerünk számos gótizáló példát a korszakból (Tapolca, 1863; Putnok, 1865), a zsinagógaépítészet alapvető stílusává a félköríves romantika vált, amely a bizánci és a mór hagyományok hatását mutatja. A korai példák egyike Pápán áll. Az 1841–46 között épült zsinagóga mestere máig nem tisztázott, Dávid Ferenc kutatásai szerint Steiner Antal pápai építész lehetett. A vakolatkváderes homlokzatú, a félköríves stílus jegyeit mutató zsinagóga a kor legszebbjeinek és legnagyobbjainak egyike, leromlott állapota ellenére ma is uralja környezetét.
A kor egyik legjelentősebb magyarországi beruházása a pesti Dohány utcai zsinagóga építése. A tervezésre pályázatot írtak ki 1851-ben, amelyen Hild József klasszicista terve mellett Feszl Frigyes is indult. Kiérlelt, a kor zsinagógaépítészetéhez stílusában illeszkedő tervén két, párhuzamosan elhelyezett, háromszintes, mór stílusú épületszárnyat láthatunk, a hosszúkás udvar végén elhelyezett, kupolás imaházzal. A pályázatot azonban nem ő, hanem az osztrák Ludwig Förster nyerte – miután azonban Förster összeveszett a hitközséggel, 1858-ban Feszl kapott megbízást a munkák végső lépésére, a szentély kialakítására.
Az elkészült épület nemcsak Európa legnagyobb zsinagógája, de a kor szakrális építészetének egyik csúcsa is. A kéttornyos homlokzat ugyan a keresztény templomok tömegformálására rímel, a karzatos belső pedig akár protestáns imaházé is lehetne, a mór stílus ugyanakkor félreérthetetlenné teszi az épület funkcióját. A vörös és sárga téglával burkolt homlokzatot félköríves záródású ablakok és látványos rózsaablak díszíti.
A közeli Rumbach Sebestyén utcában ugyancsak tervpályázaton nyertes osztrák építész, Otto Wagner tervei szerint 1870-ben kezdték meg egy újabb zsinagóga építését. A házsorba illeszkedő, szintén mór stílusú, sárga-piros téglahomlokzatú épületet két, minaretre emlékeztető tornyocska jelöli az utcaképben, belseje azonban a Dohány utcaival szemben nem hosszanti, hanem centrális elrendezésű, nagyvonalú teret rejt.
A két legfontosabb pesti romantikus zsinagóga alaprajzi és stiláris jellemzői visszaköszönnek a hasonló funkciójú vidéki épületeken is, amelyek a legtöbb városban a zsidó polgárság fontos közéleti szerepéhez méltó helyszínt kaptak. Kecskeméten például a főtér szélén épült fel a hatalmas, egytornyos mór zsinagóga Zitterbarth János tervei alapján, 1863–71 között. Pécsett ugyancsak a belvárosban, a mai Kossuth téren kapott helyet a Gerster–Frey építészpárost dicsérő zsinagóga (1866–69). Győrben viszont a történelmi városközponttól távolabb emelték a hatalmas tömegű zsinagógát (Benkó Károly, 1866–69). Vácott 1863-ban adták át a zsidó közösség új imaházát, Makón 1872-re készült el az új zsinagóga, Szentesen szintén.

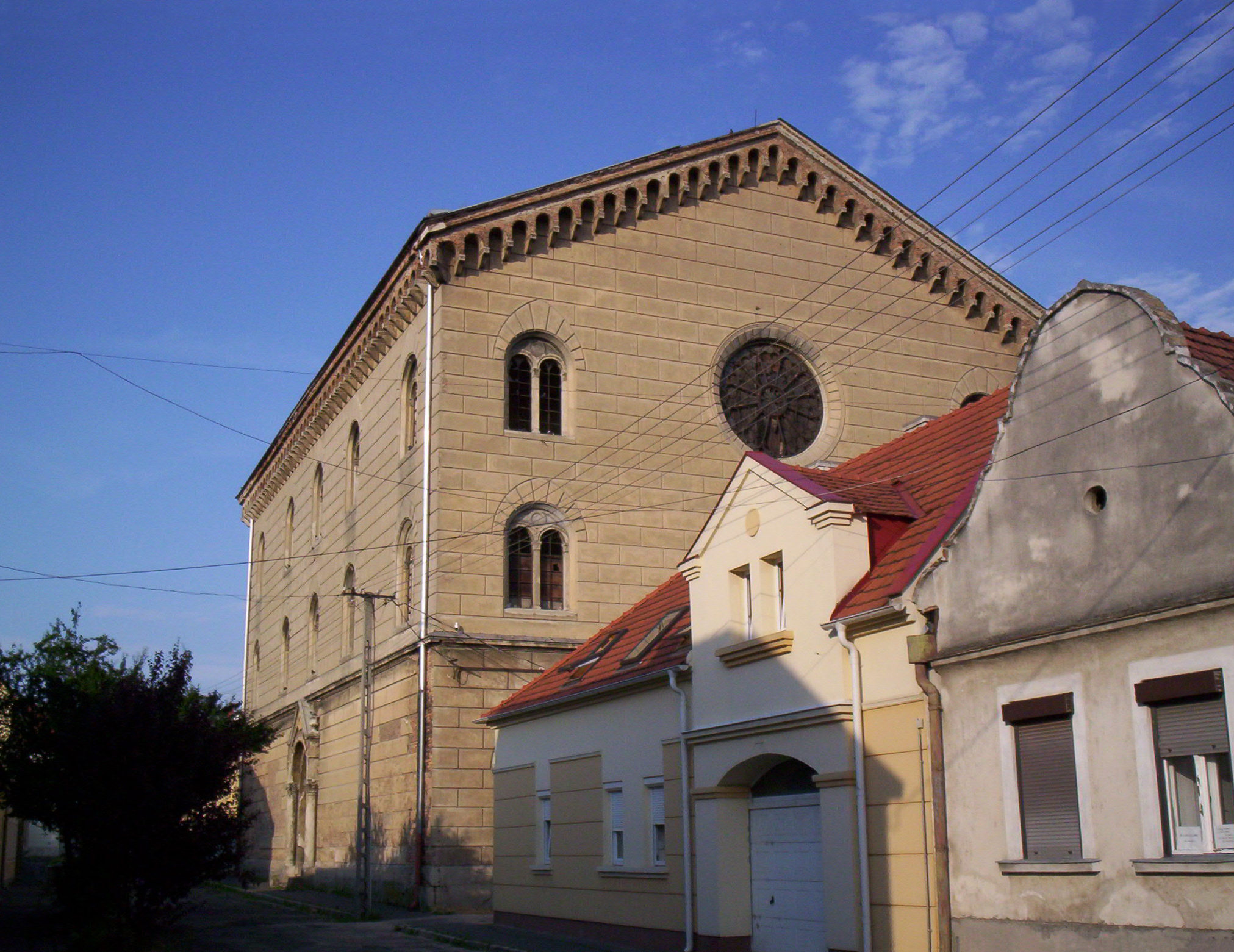
Pápa, a zsinagóga külseje
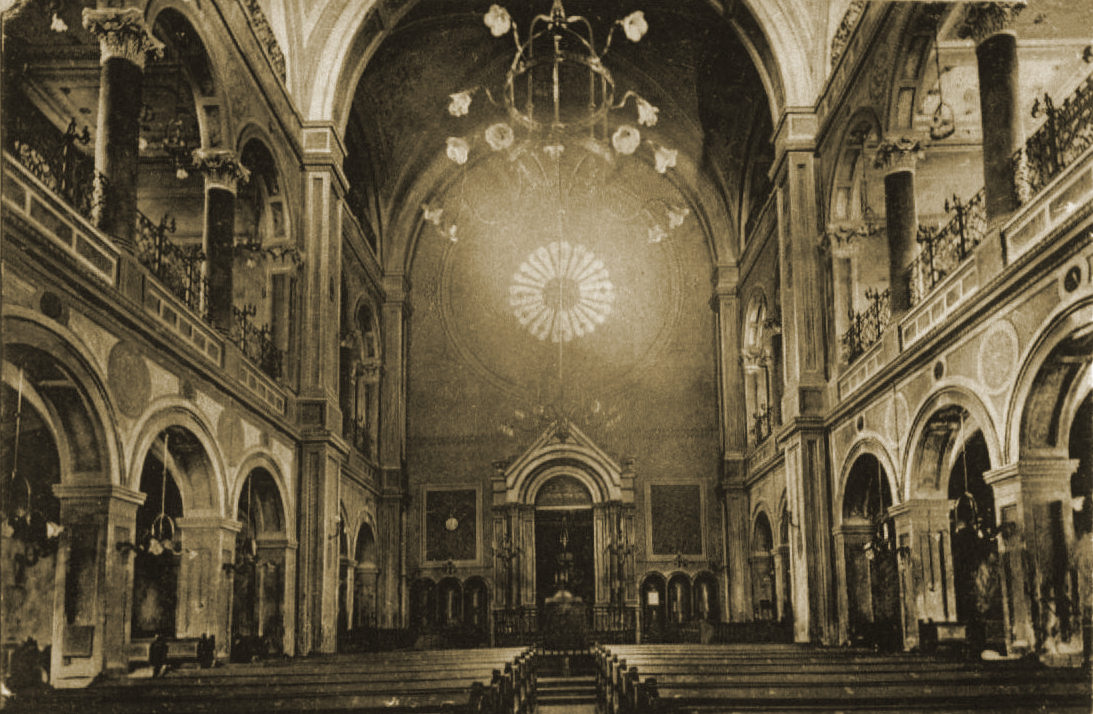
Archív belső kép a pápai zsinagógáról
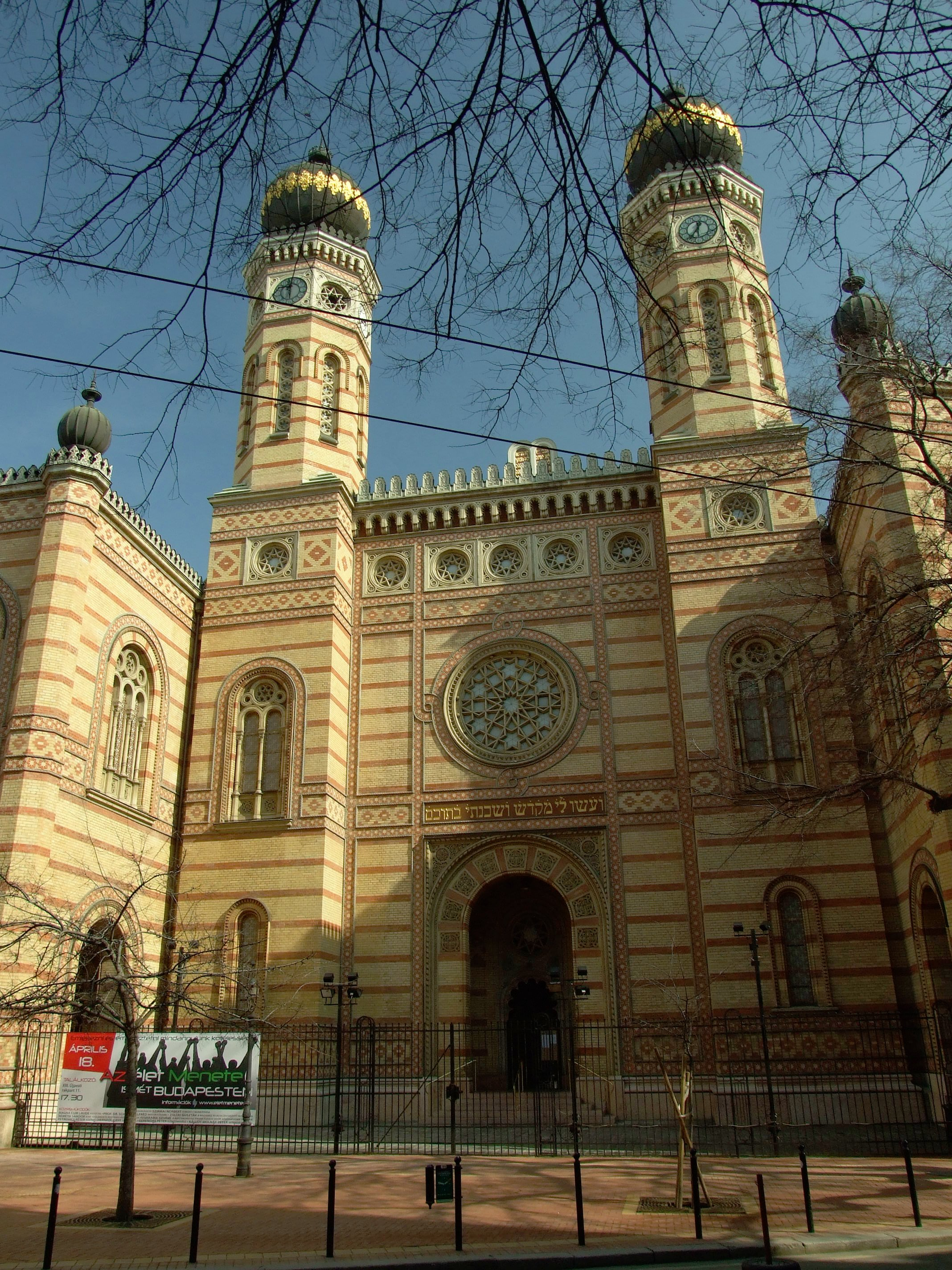
A Dohány utcai zsinagóga Budapesten
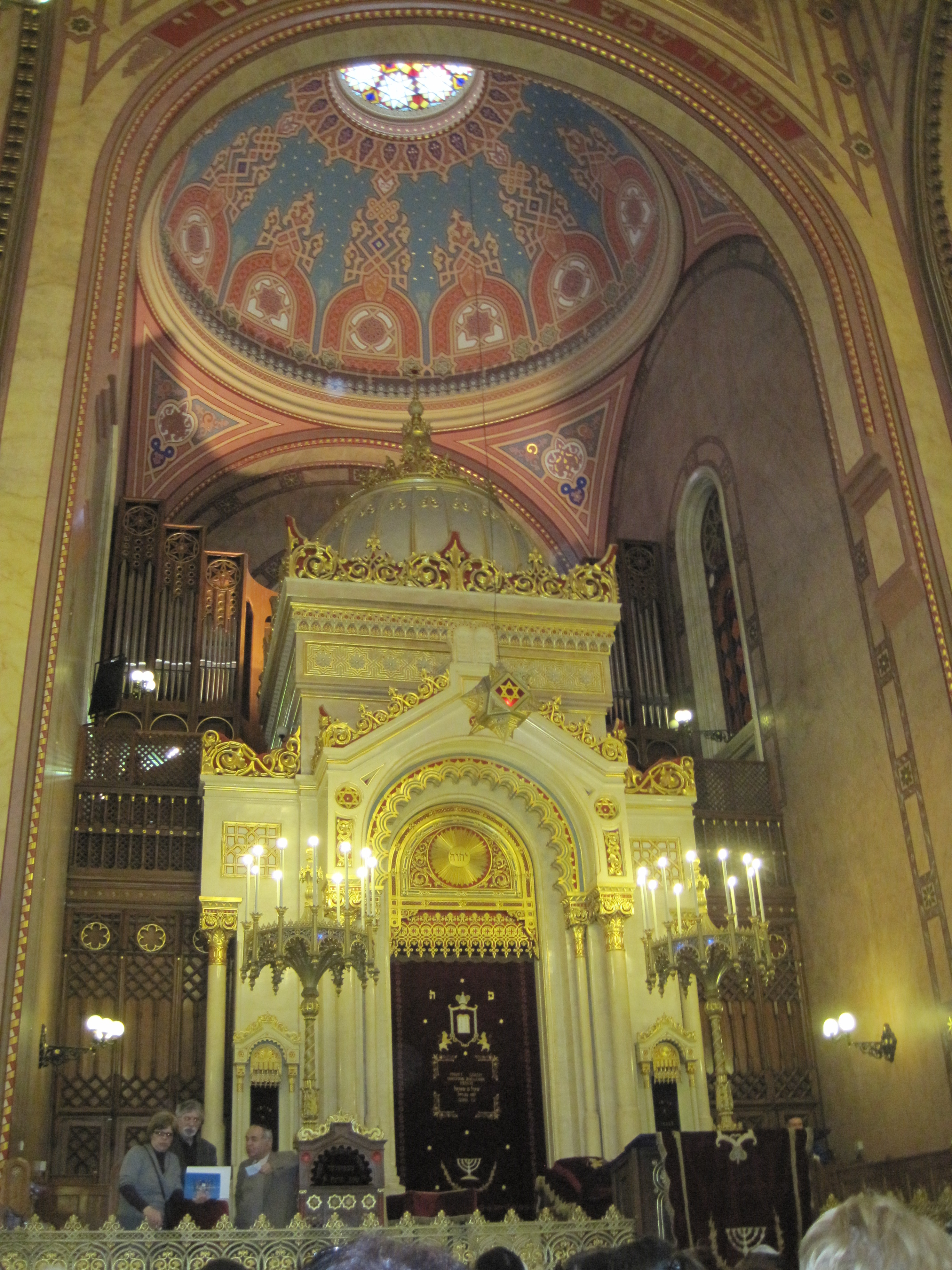
A Dohány utcai zsinagóga Feszl Frigyes tervezte szentélye
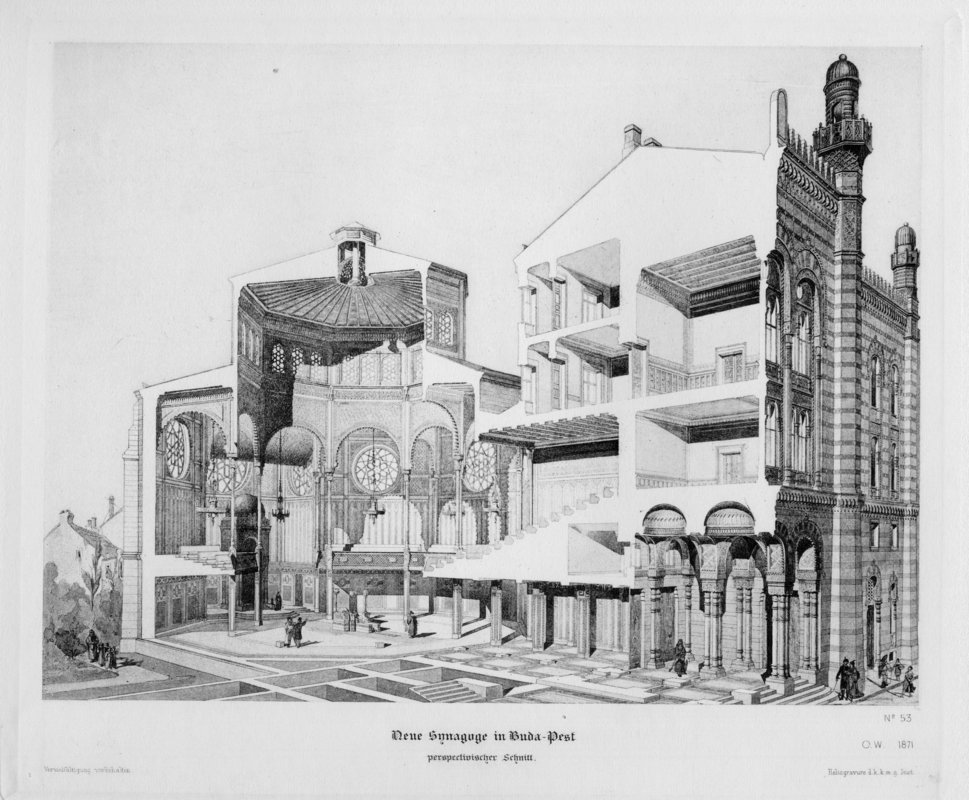
A Rumbach Sebestyén utcai zsinagóga keresztmetszete
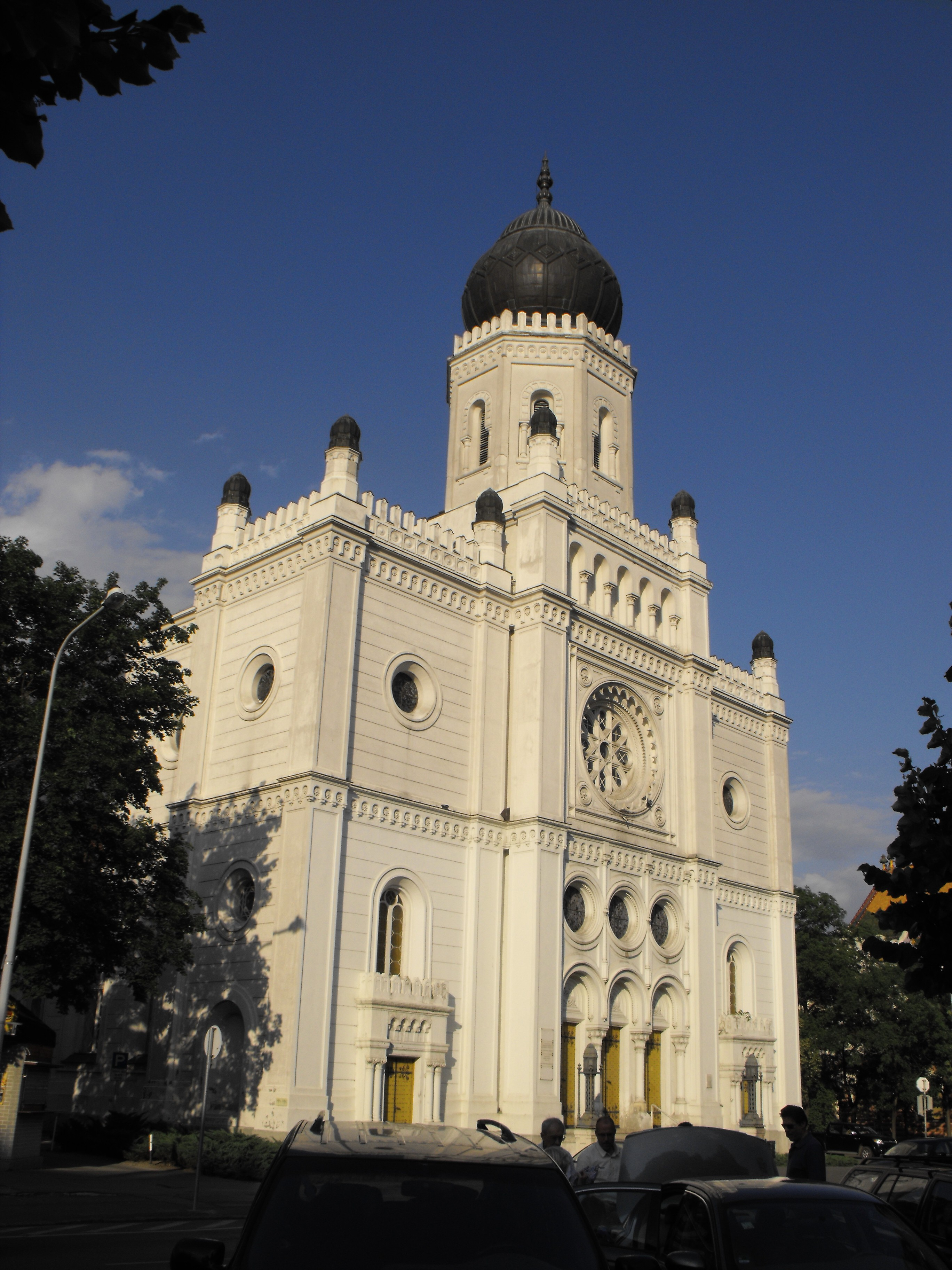
Zsinagóga, Kecskemét
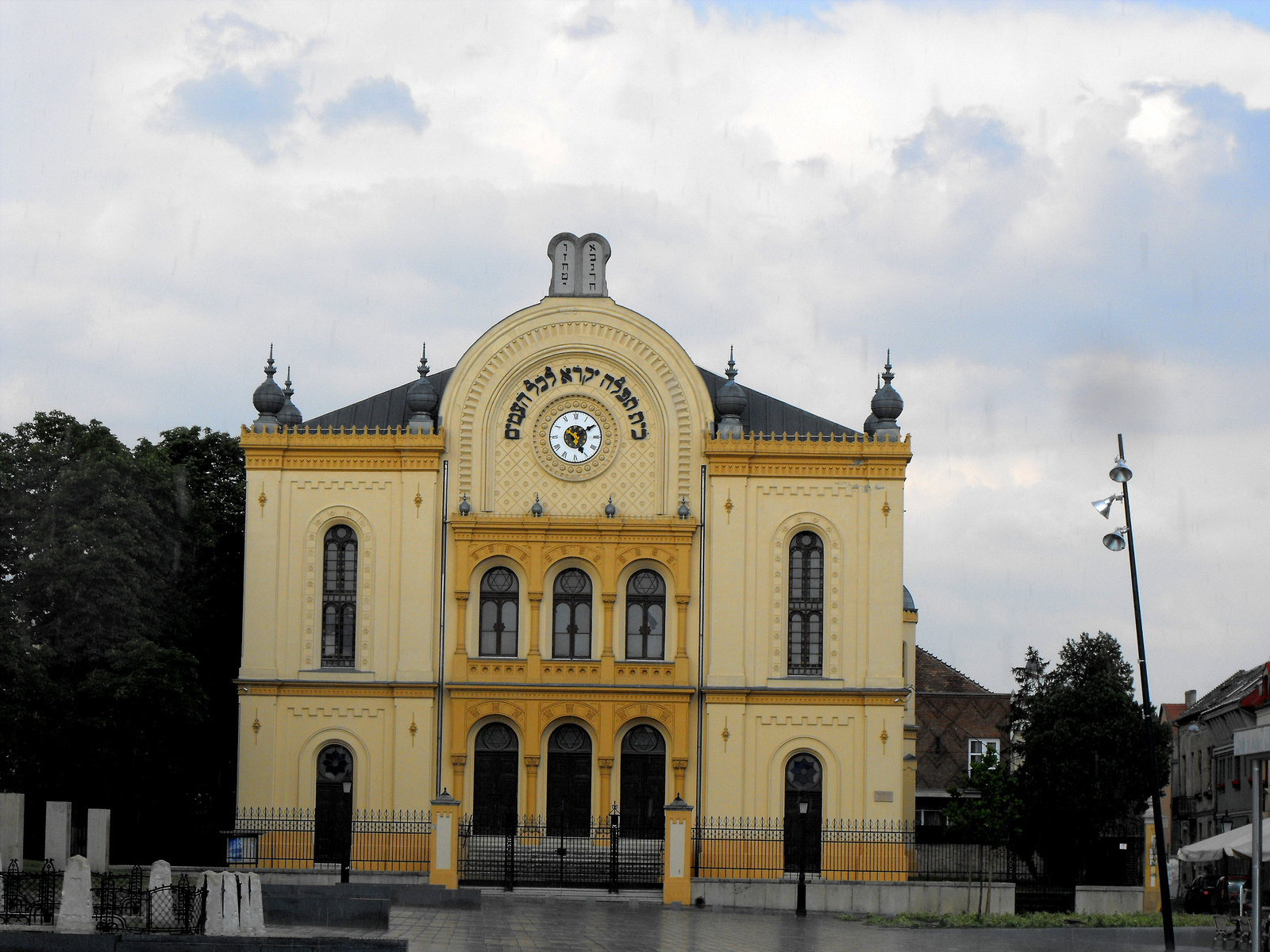
Zsinagóga, Pécs
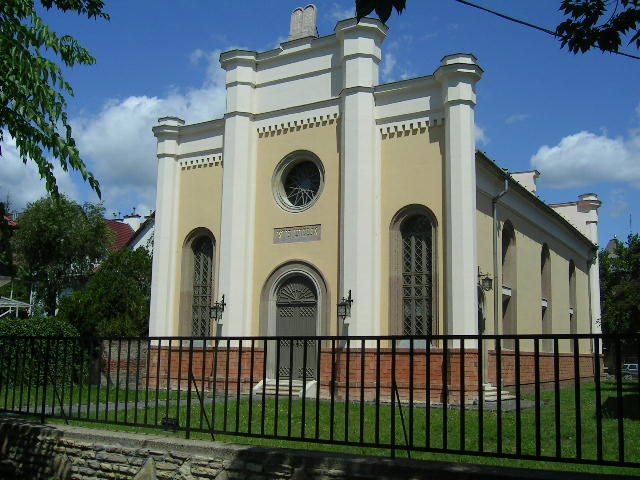
A váci zsinagóga
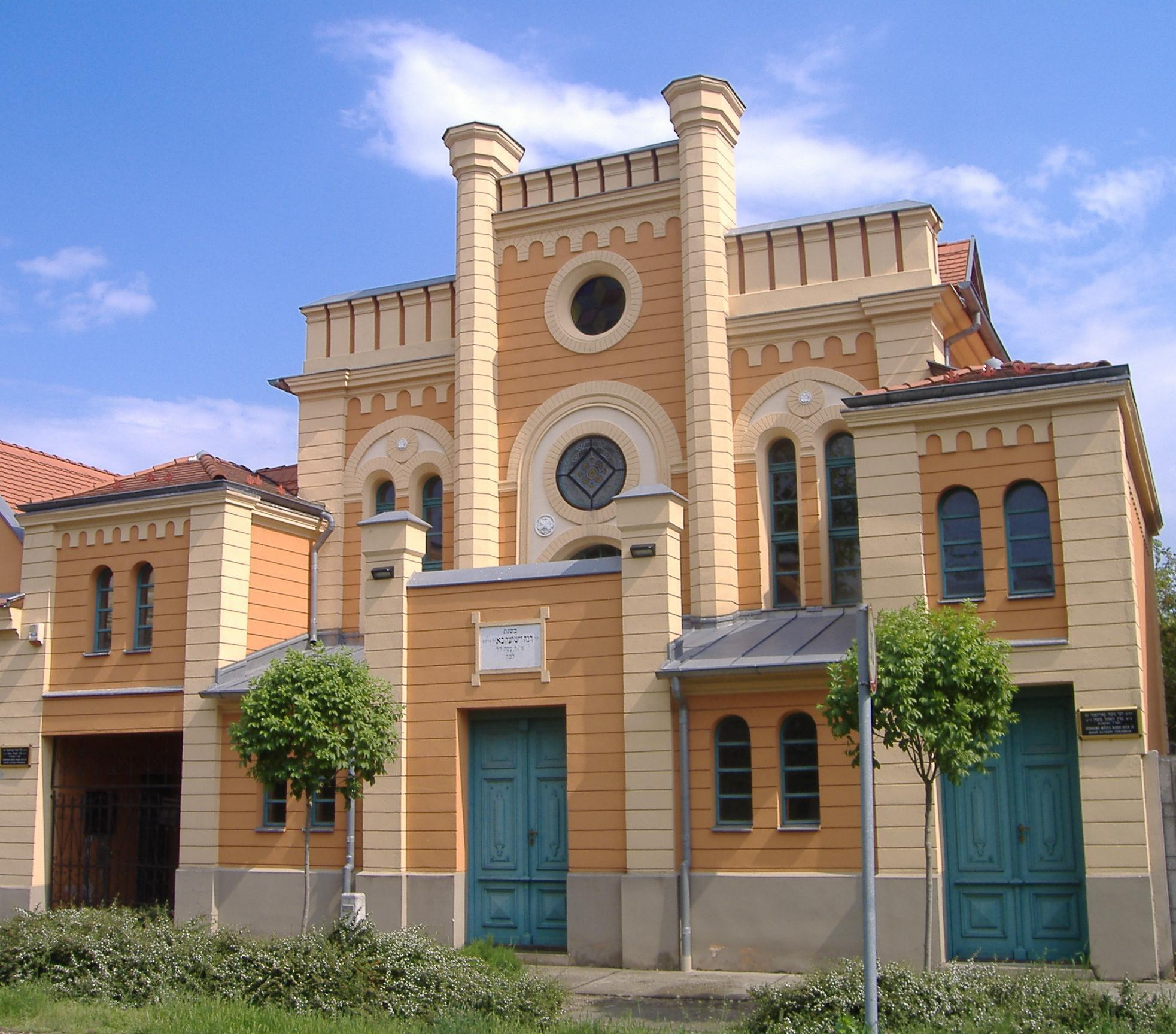
Ortodox zsinagóga, Makó
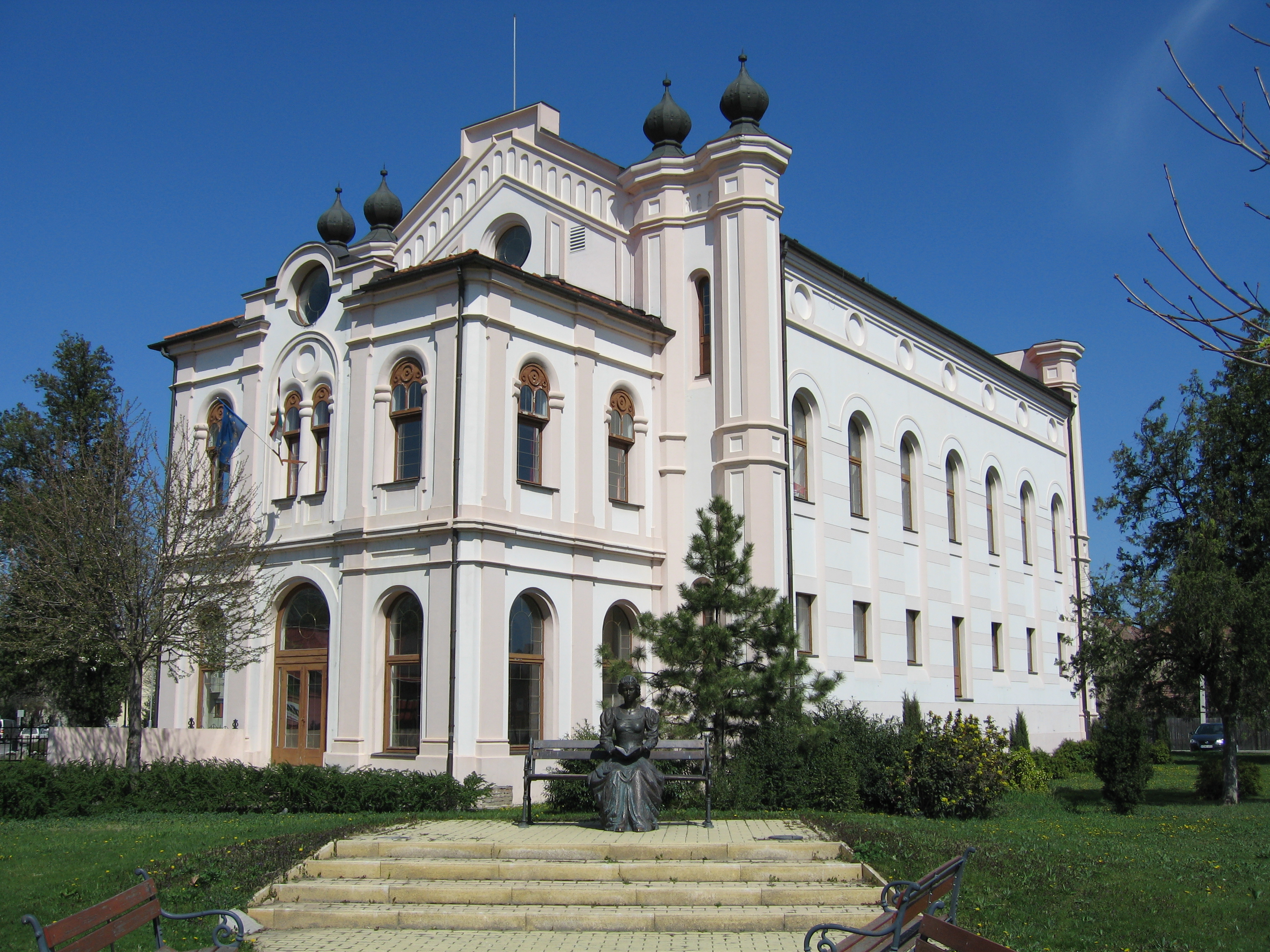
Zsinagóga, Szentes

### Rendi építkezések, egyéb vallási építmények
A korban különösen a női rendek indítottak nagyobb építkezéseket. Kaposvár kiemelkedő romantikus építészeti emléke az irgalmas nővérek egykori kolostora a Fő tér mellett. Gótizáló hatást mutat a veszprémi angolkisasszonyok épületegyüttese (Szentirmay József, 1860), valamint a soproni orsolyita zárda és templom, amely 1862-re Handler Nándor tervei alapján épült fel.
A budai kapucinusok török eredetű, barokk templomának és kolostorának helyreállítására azért volt szükség, mert a komplexum komolyan megsérült 1849-ben, a Vár ostromának idején. Az 1850-es években elvégzett munkákhoz a tervek kidolgozásában többek között Feszl Frigyes is részt vett. A templom a középtornyos gótizáló romantikus típus jellegzetes példája.
Hild József tervei szerint készült el az esztergomi Ószeminárium, amely szemben a tervező korábbi épületeivel, a klasszicizmus helyett már egyértelműen a romantika hatását mutatja. 
A korszak sírépítményeinek igényes, szép példája a Weber Antal tervei szerint 1870-re felépített szarvasi Bolza-sírkápolna.

## Ipari és mezőgazdasági építészet, infrastruktúra

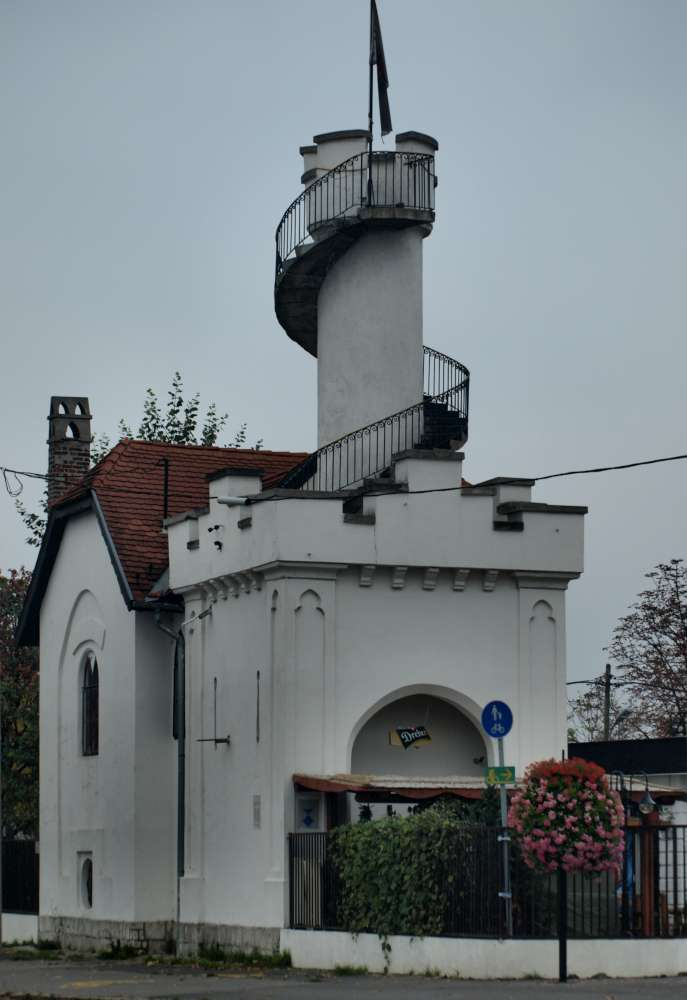
Csősztorony, Kőbánya

Az 1850–60-as években a politikai elnyomás dacára az ország gazdasága rohamosan fejlődött. 1848–1867 között a vasútvonalak hossza 176-ról 2160 kilométerre nőtt, ezzel a vasút a kor húzóágazatának számított. A hazai vasúti hálózat talán legfontosabb épülete, a mai Nyugati pályaudvar elődje, a pesti indóház Paul Eduard Sprenger tervei szerint, Zitterbarth Mátyás vezetésével épült fel 1846-ra. A ma is meglévő vasúti épületek, például az 1857-ben átadott szolnoki indóház épülete mellett említésre méltóak az újpesti lóvasút emlékét őrző épületek is, amelyek közül a legigényesebben kiképzett annak egykori újpesti végállomása (Wagner János, 1867). Kiépültek a kapitalista gazdaság és ipar legfontosabb ágazatai, a bányászat, az építőipar, a gépgyártás és ezek infrastrukturális háttere, a malomipar, a cukor- és szeszgyártás. A nagyobb volumenű ipari épületek közé sorolható a Dreher család kőbányai sörgyára, illetve az Első Pesti Gázgyár részben ma is meglévő épületegyüttese.
A kor mezőgazdasági építészetének sajátos, ritka emléke a kőbányai Csősztorony. A kis méretű, rendhagyó funkciójú építményt gótizáló romantikus stílusban 1844-re építette fel Zofahl Lőrinc és Brein Ferenc.
Az öntöttvas ebben a korszakban vált fontos építőanyaggá. Clark Ádám gyára 1845-ben kezdte magas színvonalon előállítani ezt az alapanyagot. A Ghiba Antal tervezte, klasszicista makói megyeház földszintjén már 1838-ban megjelent az öntöttvas szerkezet, amely a következő évtizedekben egyre nagyobb szerepet töltött be az építőiparban. Öntöttvas gyámú erkélyek tűnnek fel például a Brein Ferenc tervezte Grünzweil-házon a pesti Hold utcában (1854–56). Figyelemreméltó ipari emléke a kornak a Hajógyári-sziget első újkori állandó hídja, a Prokopp János tervei szerint 1857–58 között épült, mára megsemmisült szétnyitható fém tolóhíd.
Közlekedési építészetünk különleges emléke a Clark Ádám tervei szerint készült, az ő irányítása alatt emelt Széchenyi lánchíd infrastruktúráját teljessé tevő Budai Váralagút (1853–65). Keleti bejáratához romantikus hatást mutató, egyiptizáló tervek is készültek, a megvalósult, klasszicizáló architektúra végül inkább a Lánchídhoz igazodik. A Budapest ostroma során megsérült és később elbontott nyugati bejárat téglaarchitektúrája viszont egyértelműen romantikus jegyeket mutatott. A Lánchíd felépülése elindított egy másik fontos infrastrukturális beruházást is: a város folyópartjainak kiépítését. 1857 és 1961 között a mai Széchenyi rakpart, majd 1866-ig a mai Petőfi térig tartó pesti rakpartszakasz is elkészült, ez megalapozta a Dunakorzó szállodasorának későbbi felépülését.